# Seznam křížů v Dukovanech

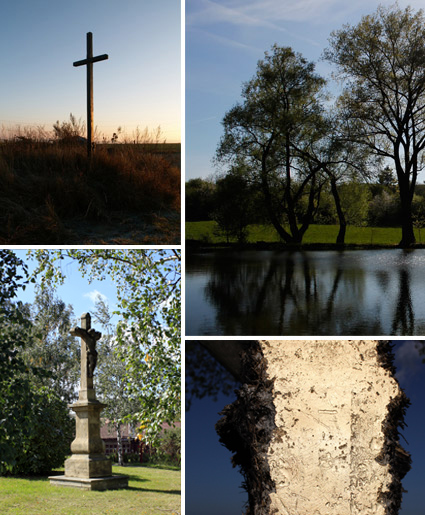
Kříže v obci Dukovany

Kříže na katastru obce Dukovany, Lipňany u Skryjí a Skryje nad Jihlavou v okrese Třebíč. 

## Existujícíkříže

### 1. kříž za kostelem – Kadlecův (1818)
Byl původně umístěn na Oulehlově poli. Nyní je přemístěn jižně od kostela svatého Václava. Jedná se o pískovcový kříž. Rok založení 1818, na podstavci je čitelná spodní strana, tedy polovina nápisu: “ ….UMUČENÍ PANNE = ŠTĚPÁN KADLEC = BEVALÍ DOMKÁŘ = V DOKOVANECH“ jak uvádí Prof. Dr. František Dvorský ve vlastivědě pro hrotovský okres.
Byl umístěn v lokalitě nazvané "U KAMENNÉHO KŘÍŽE". Dnes je tam vystavěn nový Kříž – brána. (2010). Dříve se také říkalo na poli Oulehlových tzv. Oulehlův kříž. Několikrát byl povalen a opraven OÚ. Přesunut na nynější místo byl v roce 2005, kdy byl zároveň i velmi dobře zrekonstruován.

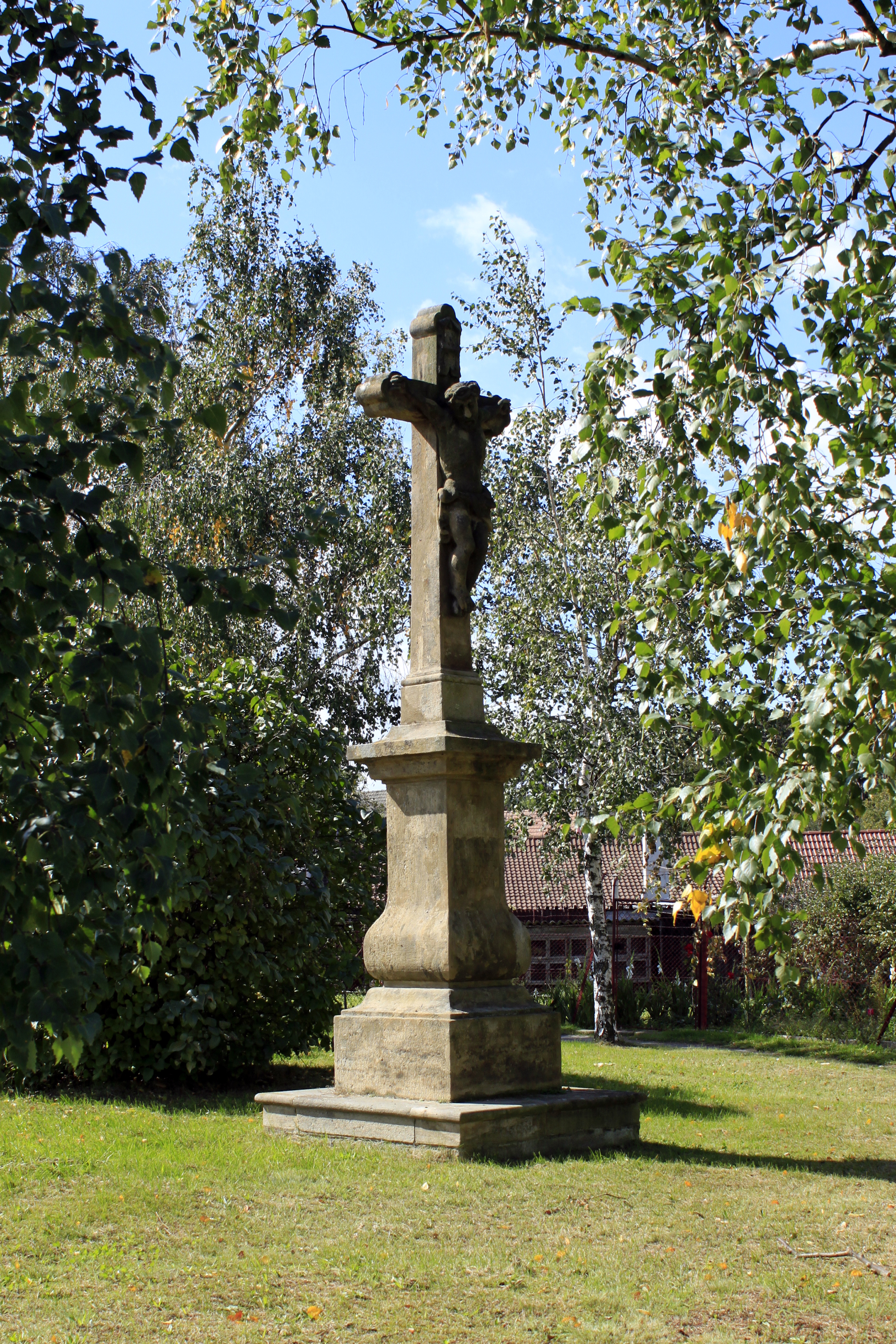

### 2. kříž na křižovatce u sokolovny (1825)
Jedná se o pískovcový kříž vysoký okolo 3,5 m. Na kříži je nápis: „Tento kříž gest k wetssi Cti a Slawě Boží wnowě Založen Znáklady Janna Zelniczka Prachaře a geho manželky Anna W Roce 1825“. Tento kříž pochází  z Práchovny. Majitel ho před smrti odkázal obci.

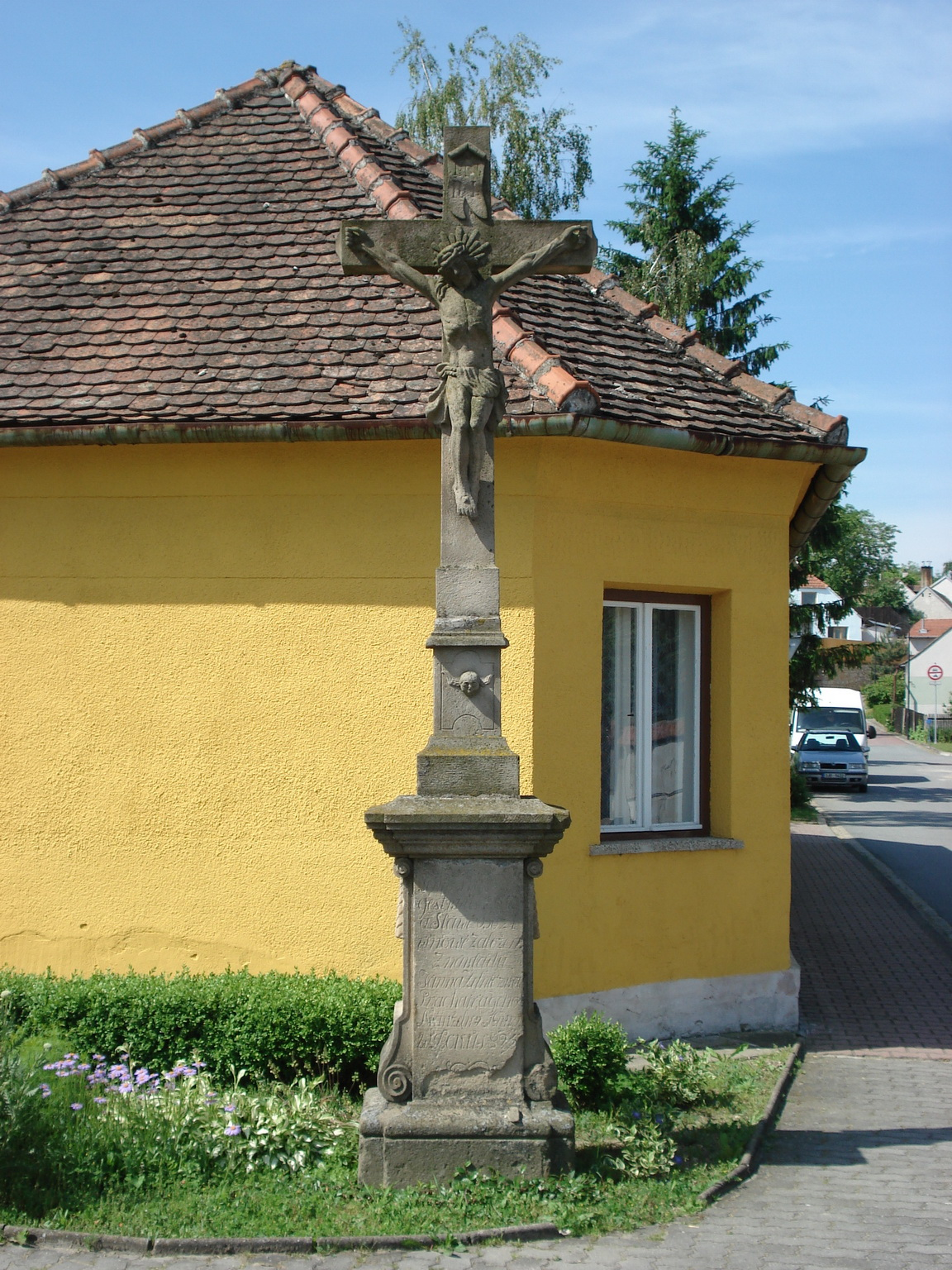

### 3. kříž na hřbitově – Tkaného (1864)
Jde o vysoký kříž s pískovcovou spodní částí a litinovým korpusem. Postaven byl na náklady Bedřicha Tkaného– dukovanského mlynáře. Na přední straně je později vytesán nápis: ” Blahoslavení kteří v Pánu umírají”. Pod tímto nápisem je starý nápis začínající: ” Nákladem....." dále nečitelné. Na zadní straně kříže je pozdější nápis: "Nákl. B. Tkanýho 1864", oprava 1922, oprava 1953.

### 4.  kříž na cestě do Jamolic – Čurdův (1869)
Nachází se na odbočce z hlavní cesty směrem k elektrárně Havránek. Je umístěn na poli zvaném Vinohrádky. Spodní část kříže je kamenná, korpus je litinový. Pod Kristem je oválná litinová tabulka na které je nápis :” Já jsem cesta pravda a život.”  Kříž nechali postavit manželé Čurdovi. Bylo to v roce 1869, když se manželům Čurdovým ,Martinu a jeho ženě roz. Hudečkové M. z Lukova, narodil syn Václav. Kříž byl několikrát shozen, ale vždy opraven.

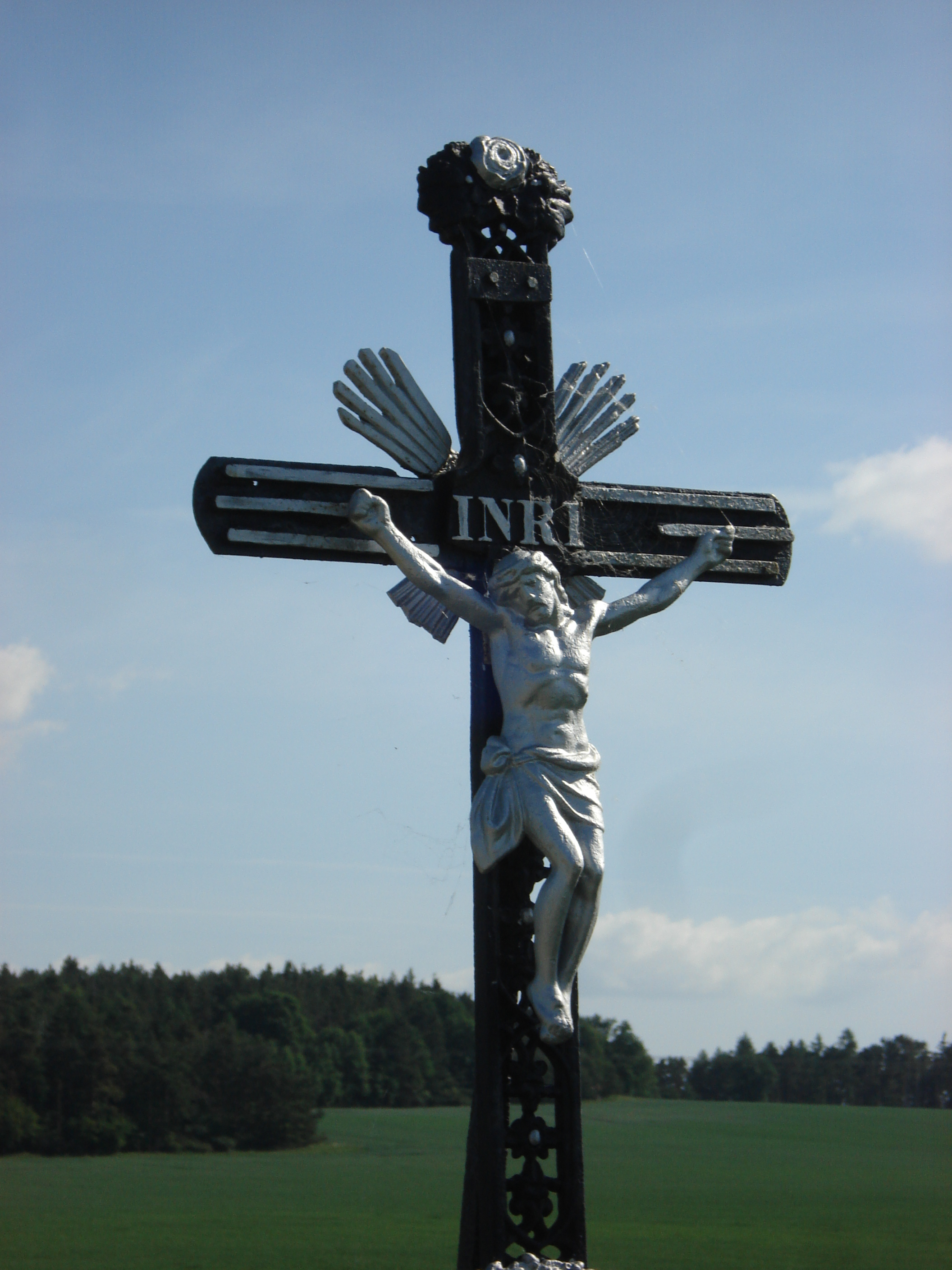
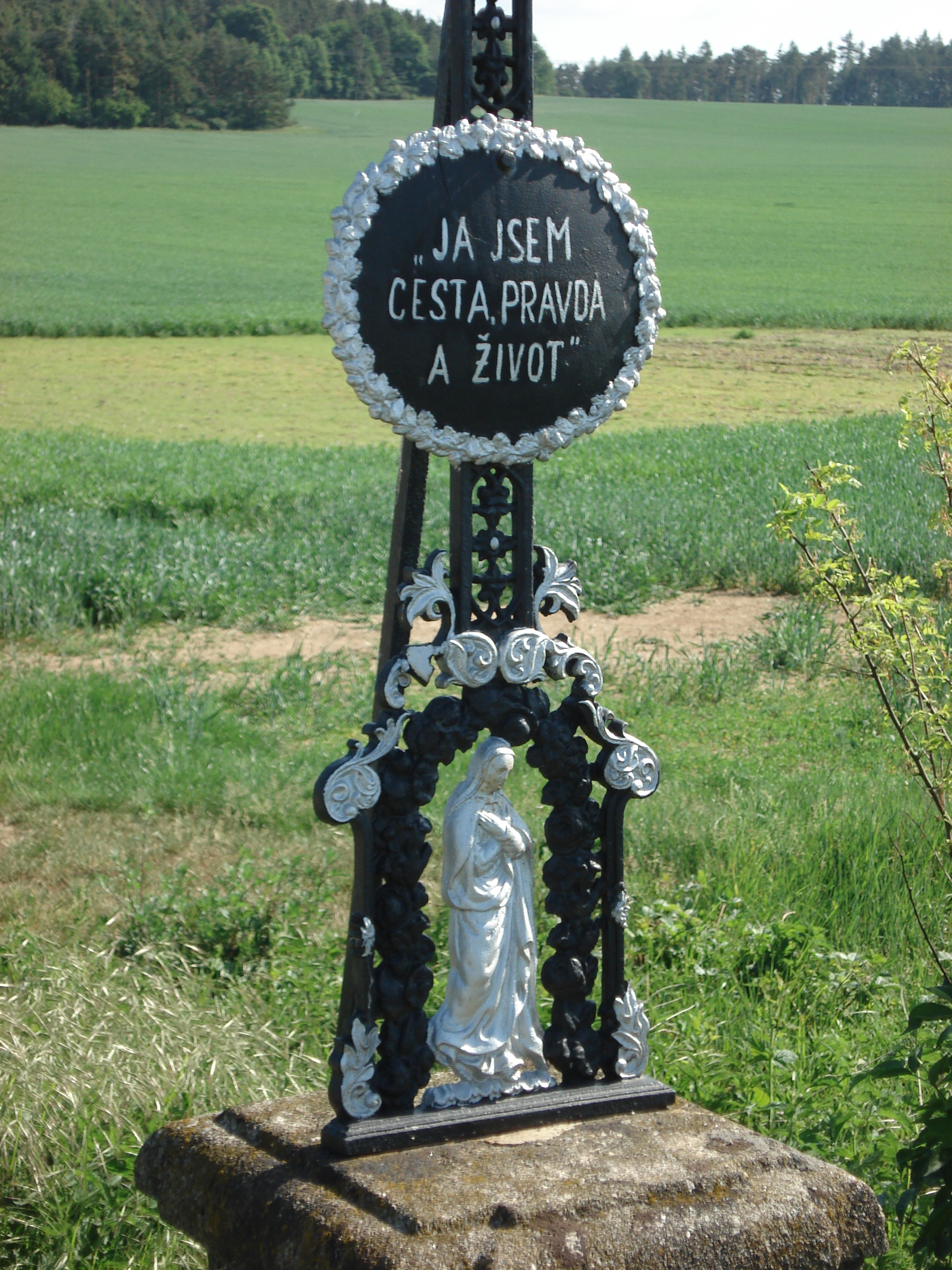
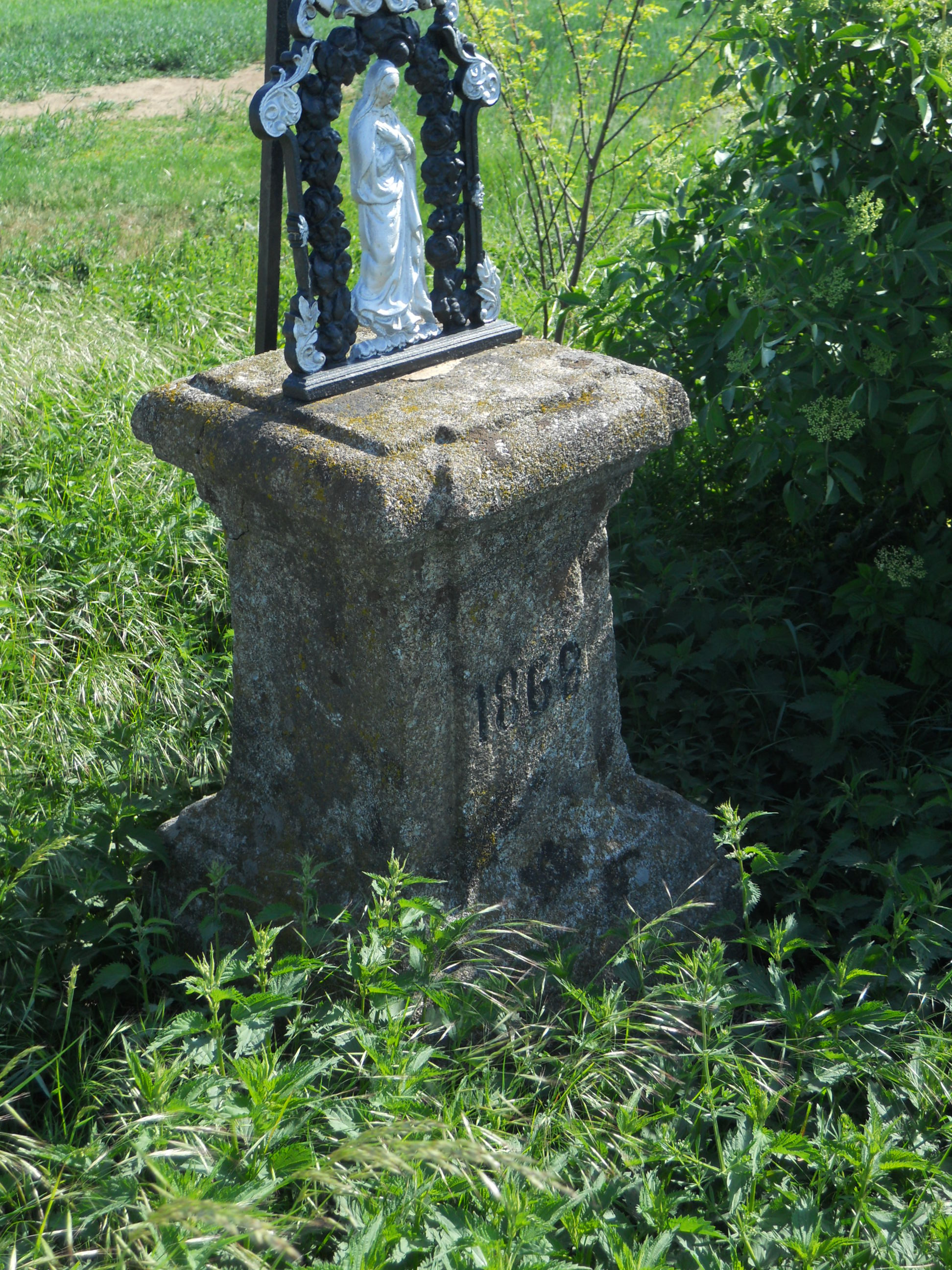
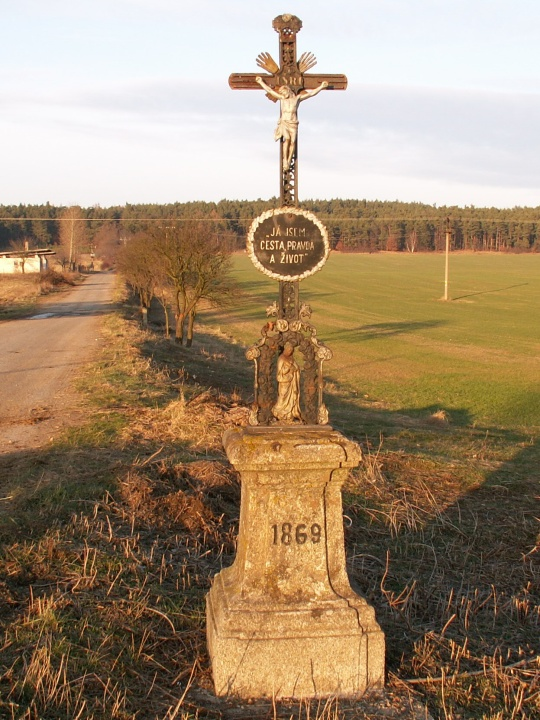
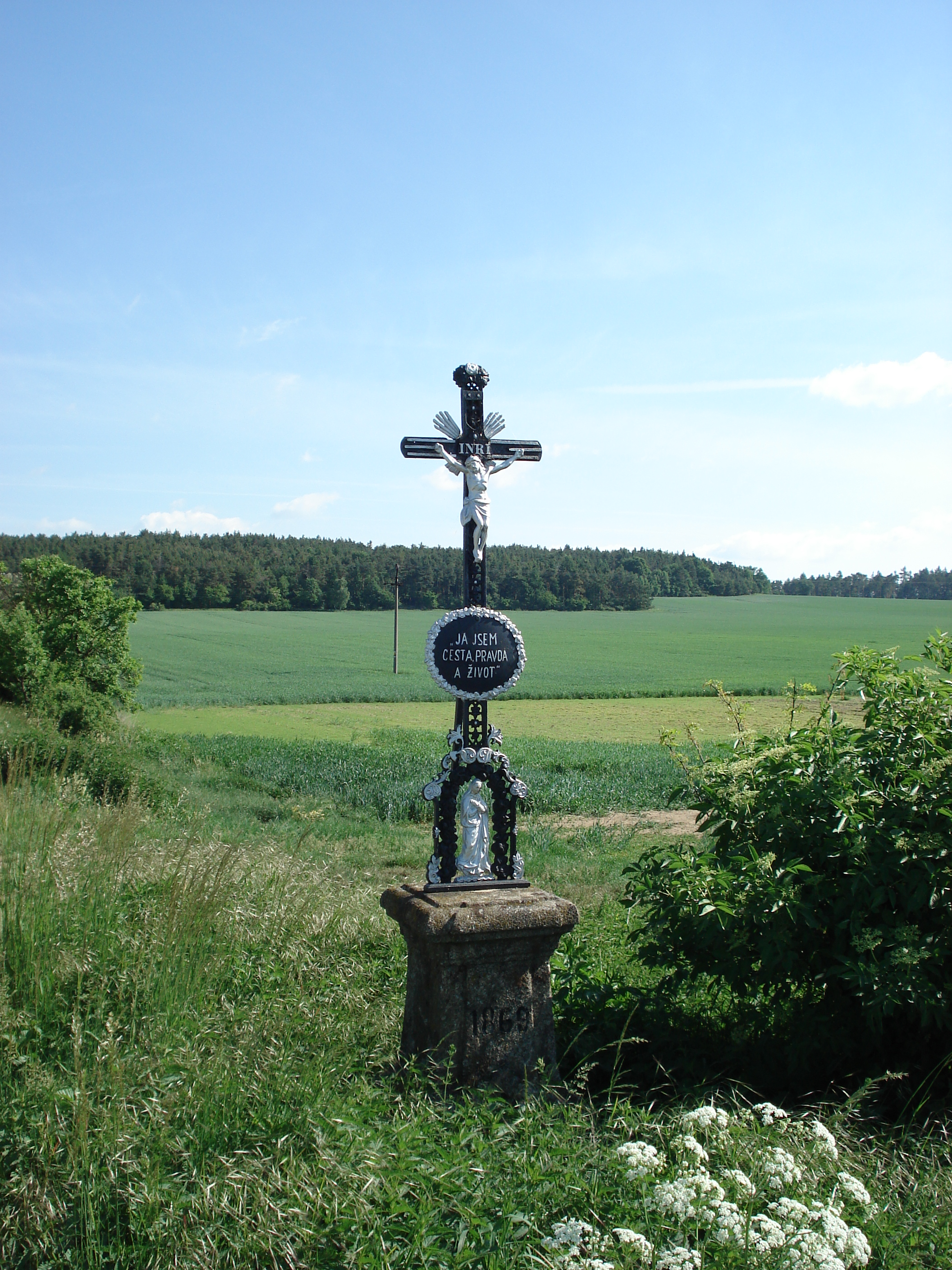
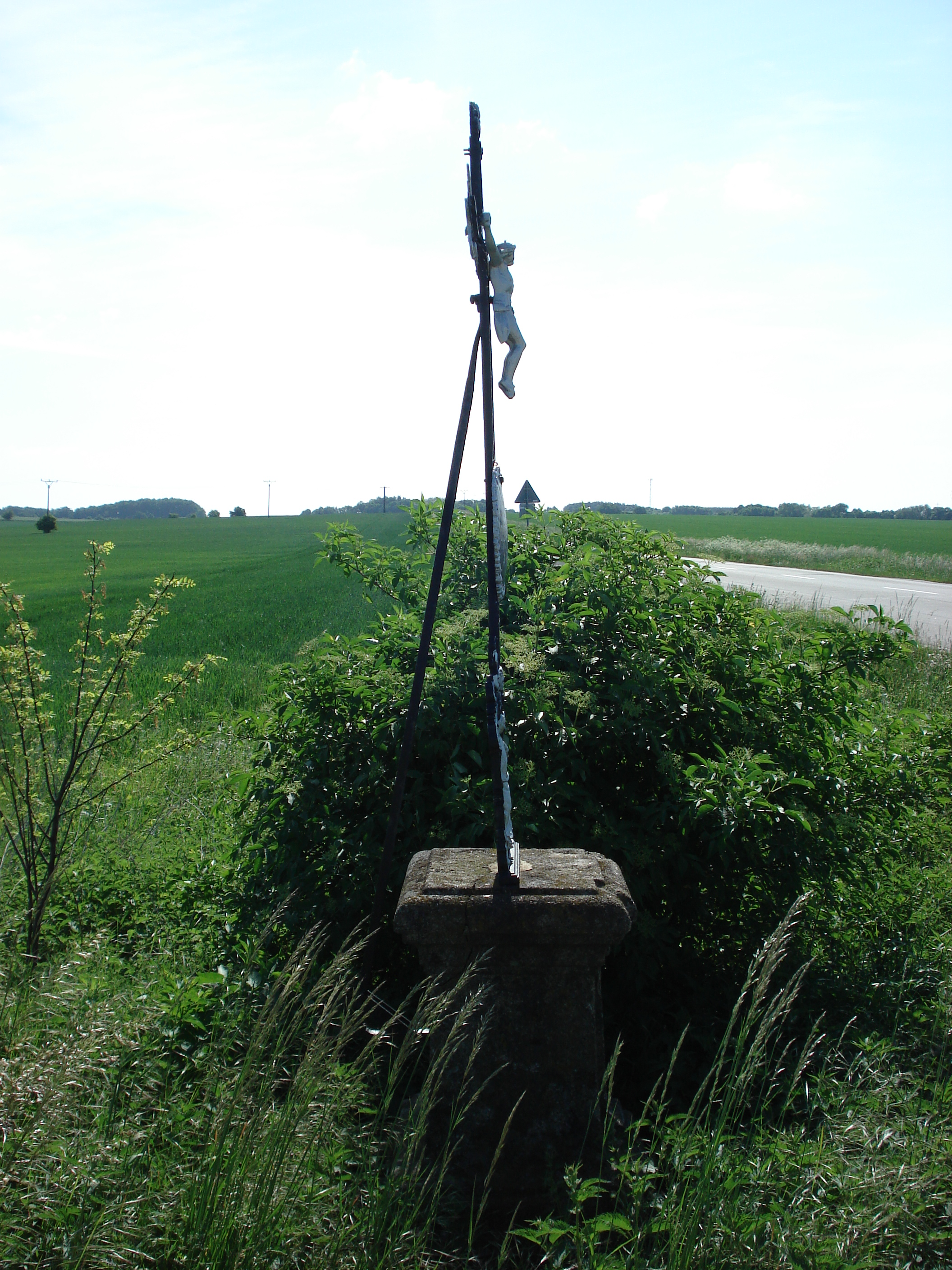

### 5.  Kříž u Skryjí v poli (1873)
Nachází se na cestě směrem k meteostanici. Je to kříž s kamenným podstavcem a litinovým křížem. V současnosti je příliš blízko oboráván, hrozí jeho povalení.

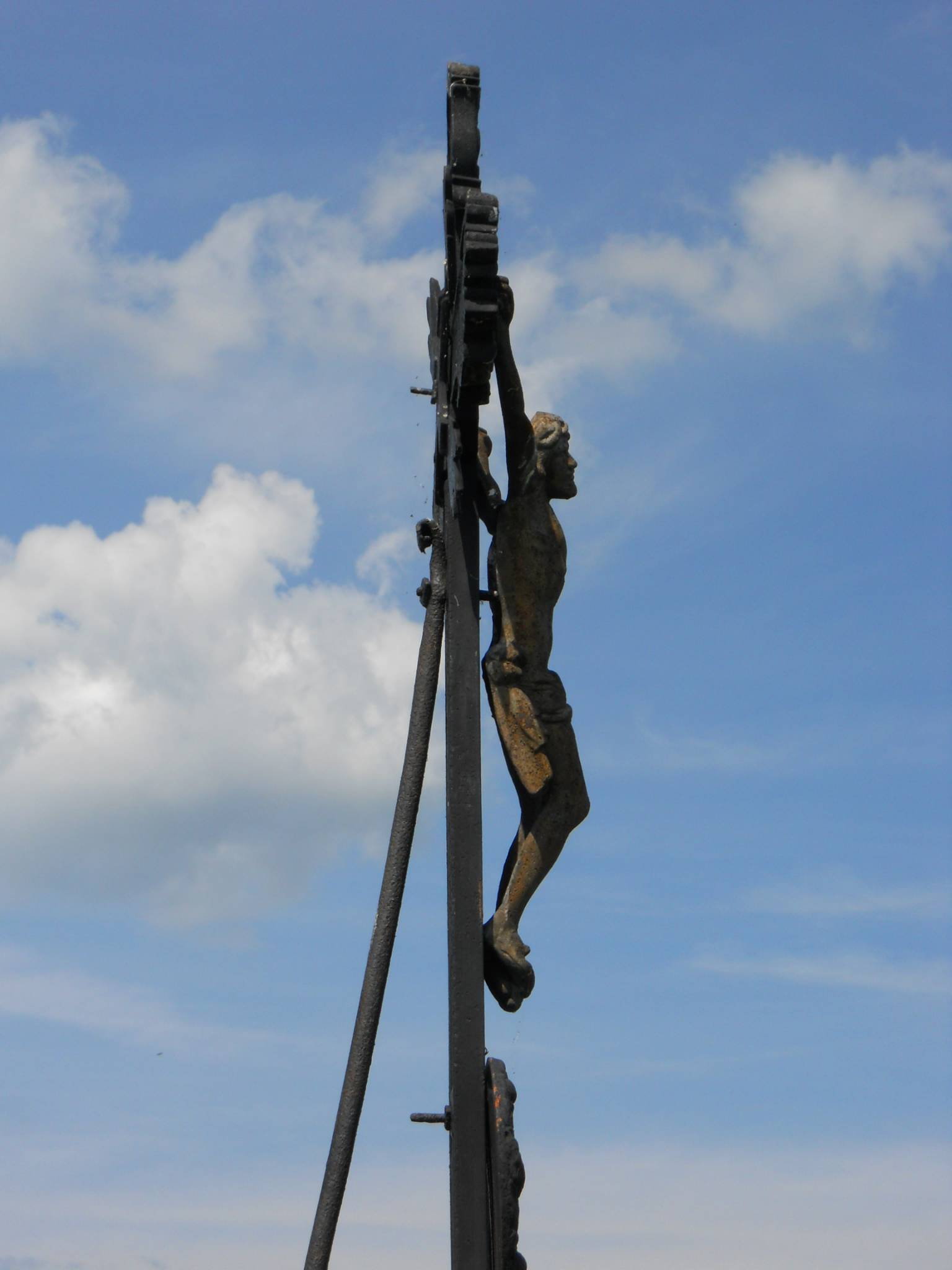
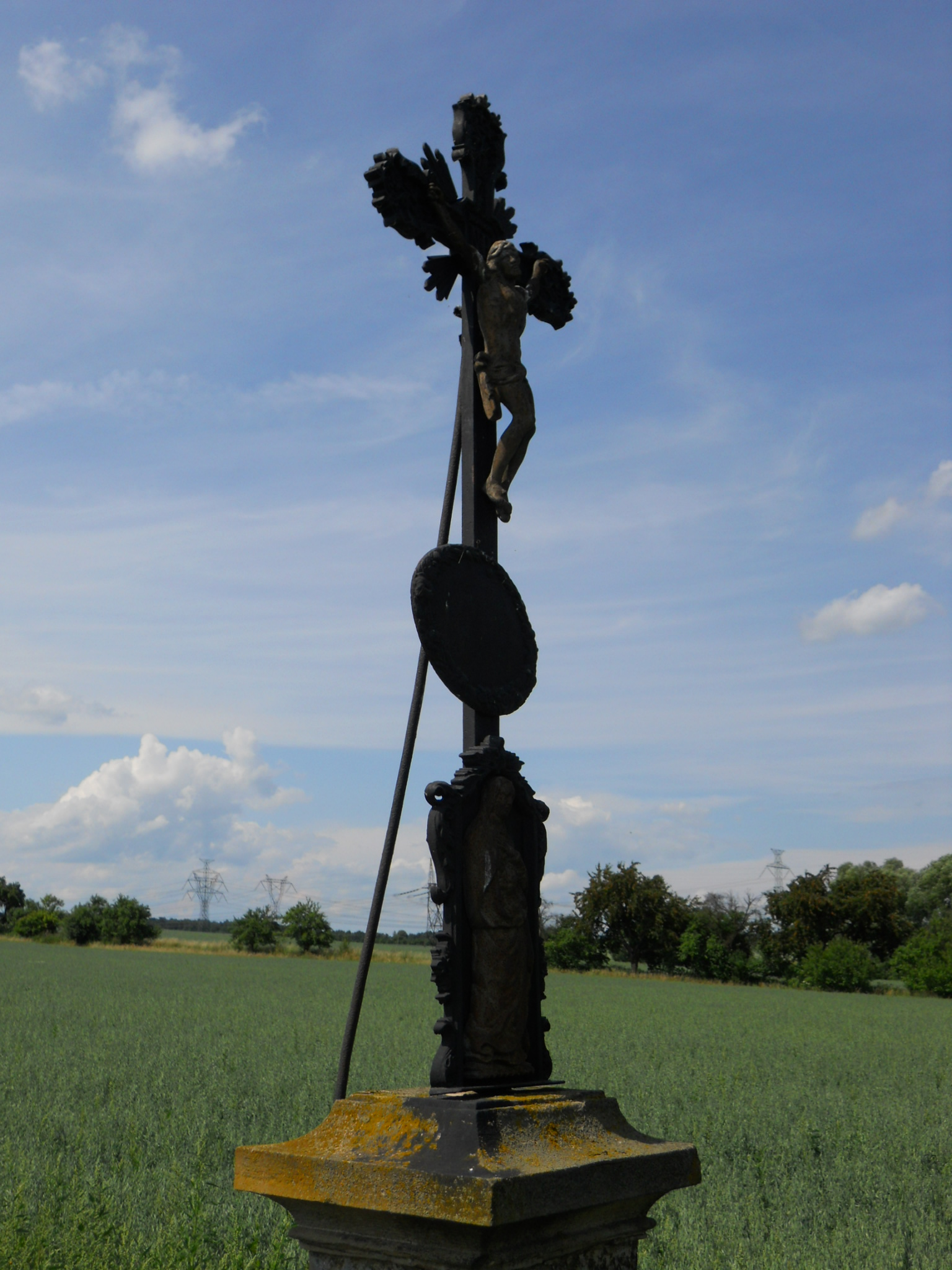
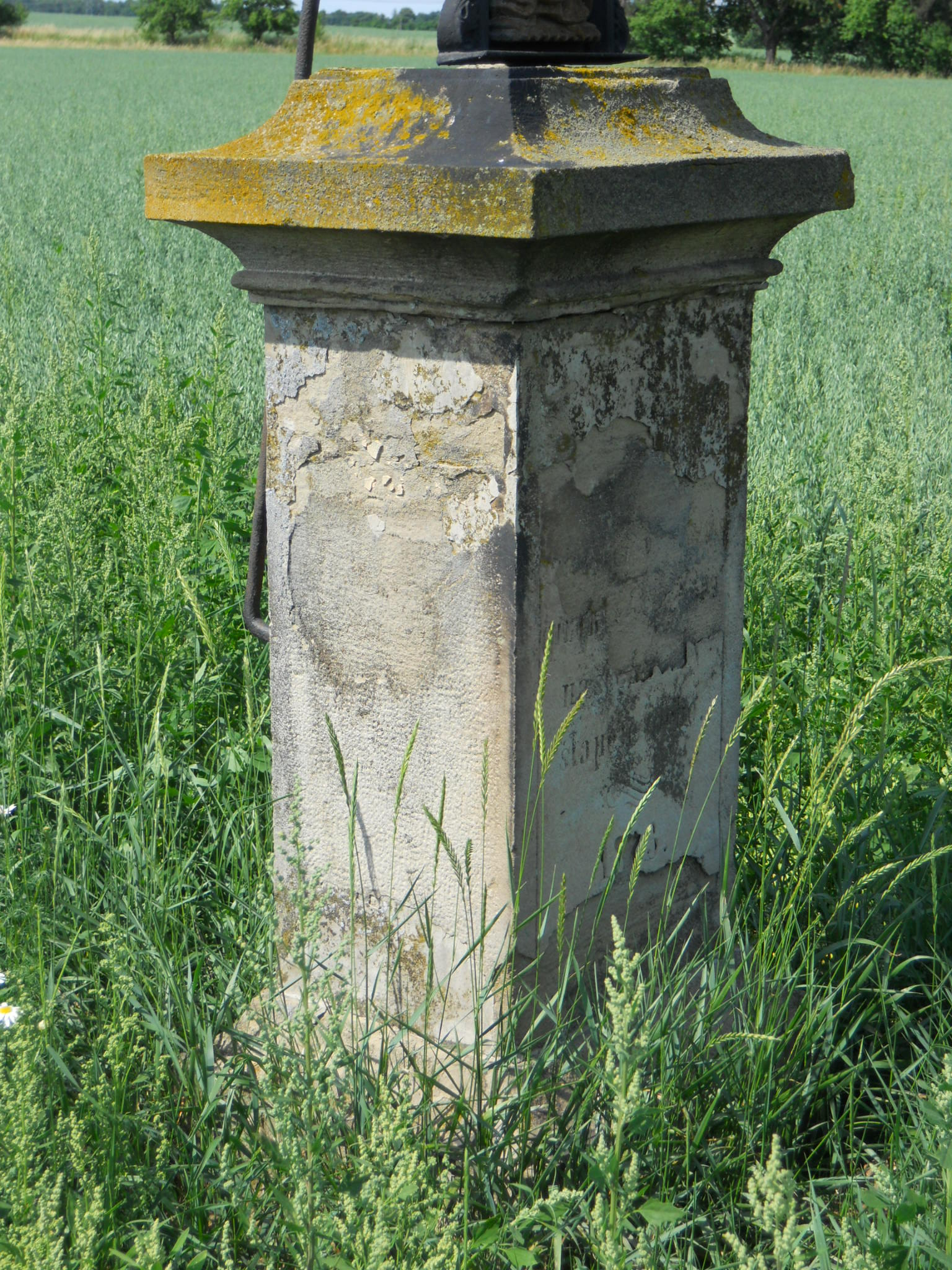
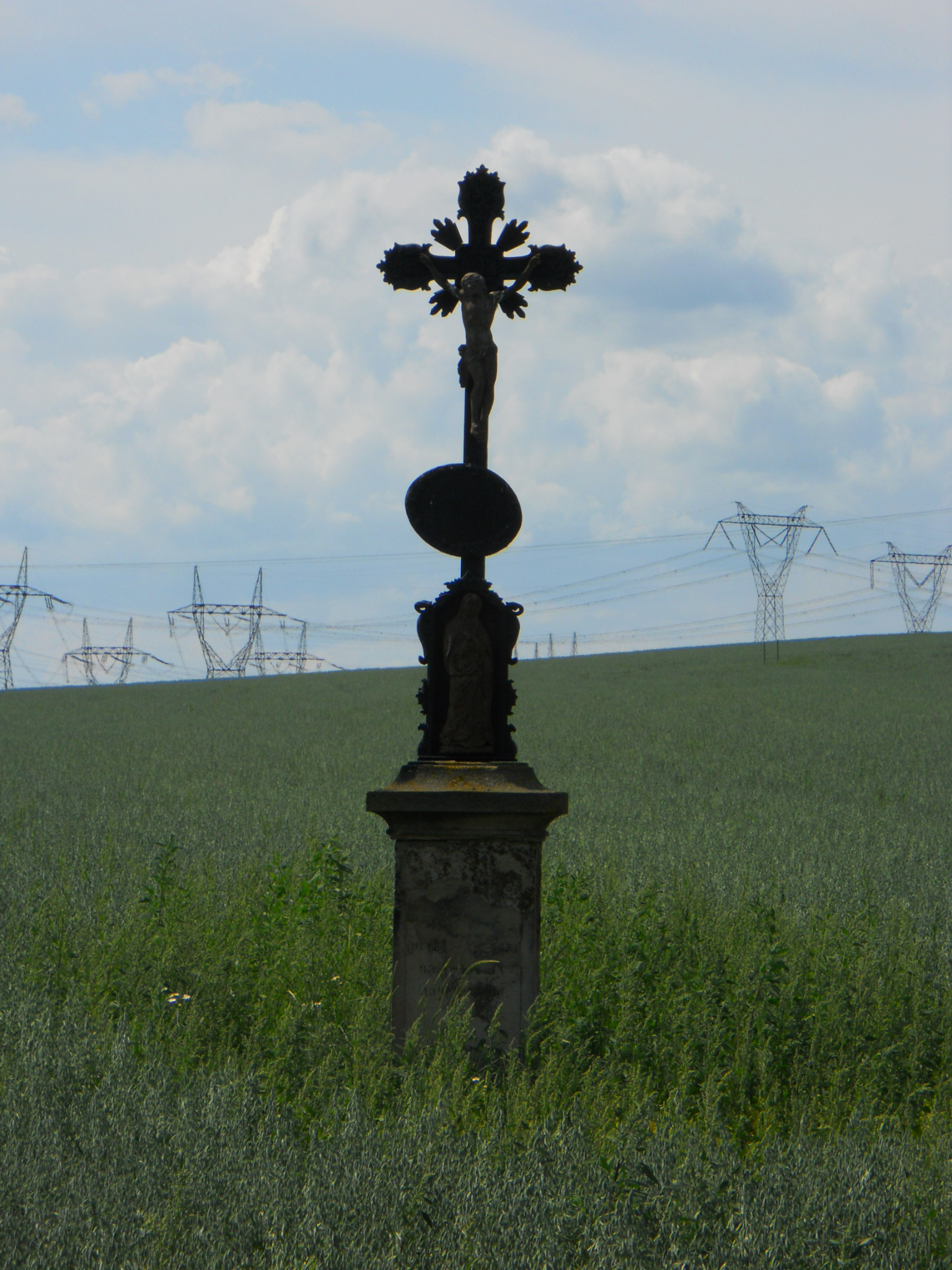

### 6.  Kříž u rybníka v Lipňanech  (1873)
Kříž má kamenný podstavec. Vrchní část kříže je z litiny.

### 7.  kříž u kostela na severní straně (1881)
Kamenný kříž s litinovým korpusem. Pod tělem Krista je litinová tabulka s nápisem :” Já jsem cesta pravda a život”. Tento kříž nechala dle kroniky zbudovat slečna Marie Slámová. Na spodku podstavce je však těžko čitelný nápis budovatelů pomníku – Rodina Veselova rok 1881. Kdo tedy kříž opravdu nechal zbudovat, není jasné.

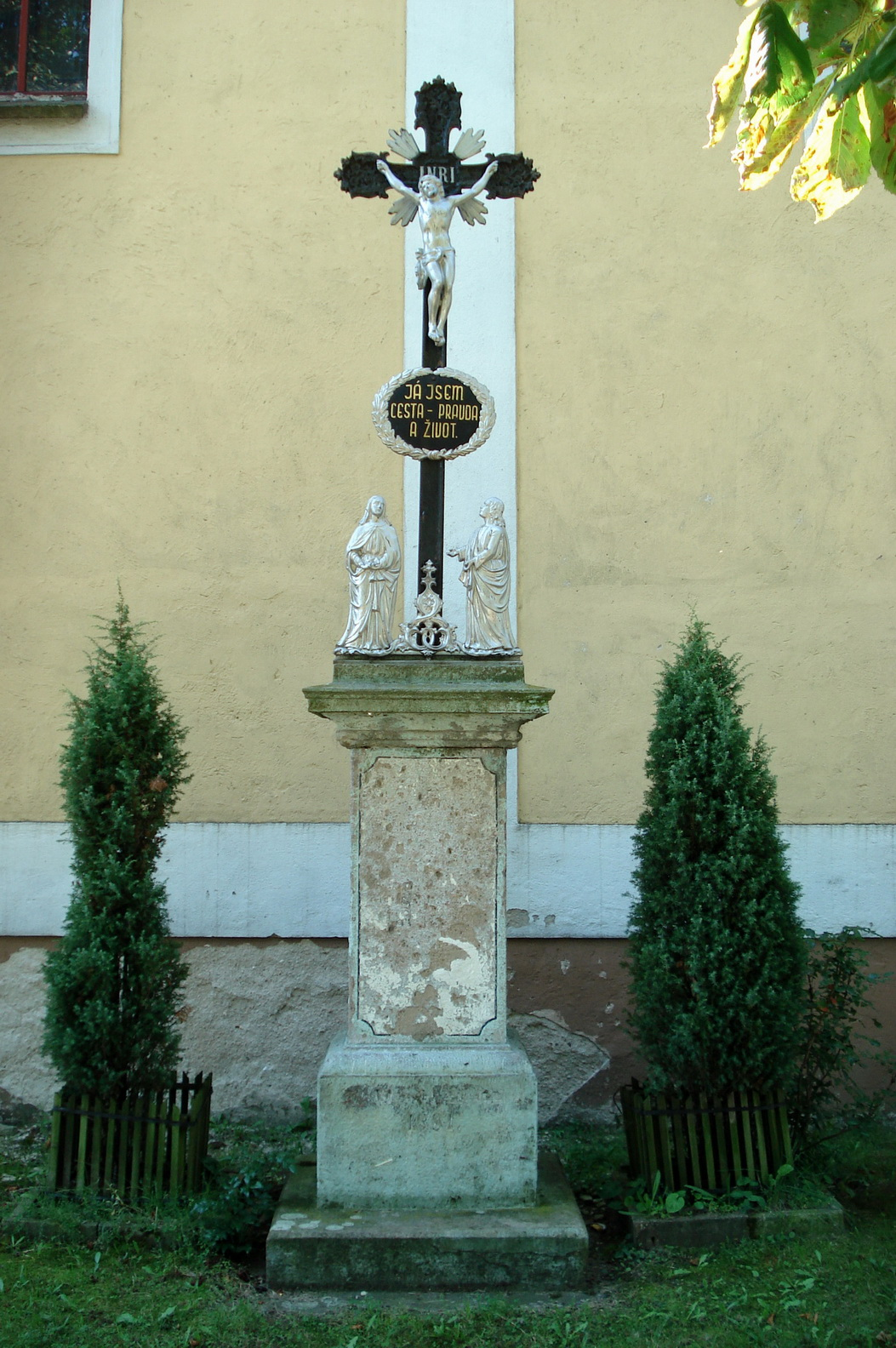

### 8.  kříž ze Skryjí – na křižovatce k parkovišti EDU (1882)
Na cestě k Lipňanské kapličce je umístěn kříž, jehož spodní část je z pískovce s litinovým korpusem. U tohoto kříže se obyvatelé Skryjí loučili se svými zemřelými

### 9.  kříž na cestě do Skryjí – Nečasův (1883)
Poblíž posledního domu Dukovanech, téměř na konci vesnice směrem na EDU. Kříž podle kroniky dala postavit paní Nečasová. Na podstavci je rok 1883. Na litinové tabulce je nečitelný nápis. Na podstavci byl v cementu nápis, po kterém zůstal jen konec :” Fil 2.9.....a to smrti kříže”. (asi dopis sv. Pavla Filipínským)

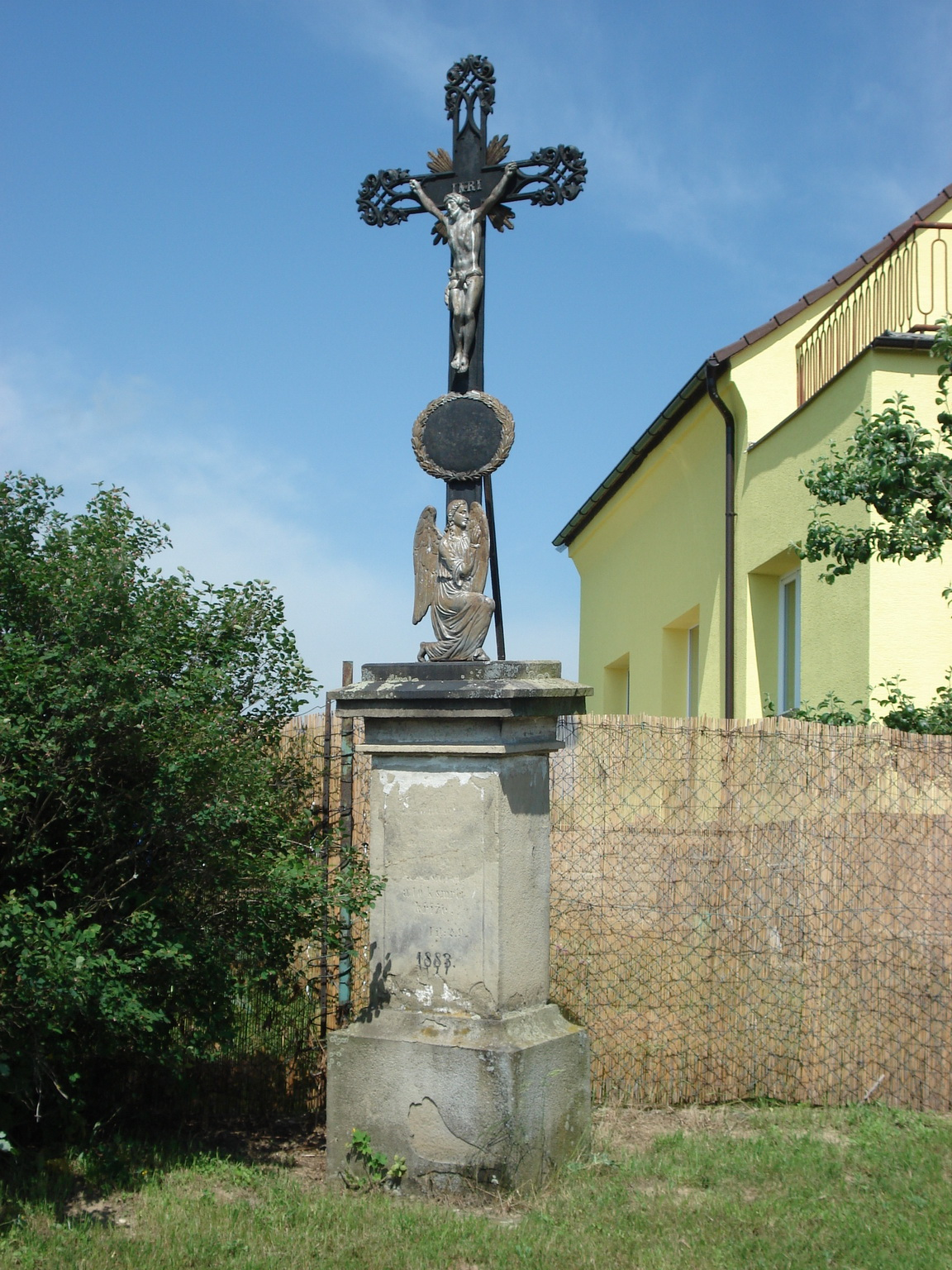

### 10.  zbytek kříže na Rabštejně (1885)
Na fotografii z roku 1964 byl ještě kříž celý. Dnes chybí vrchní část. Je umístěn na skále. Sokl je vytesán z kamene a podstava na soklu je z bílého mramoru. Původní mramorový kříž byl uražen. Na podstavě je německý nápis :” Unserem unvergesslichen Kinde HENRIETTE Gizela Coudenhove 1885”. Našemu nezapomenutelnému dítěti HENRIETTE Gizele Coudenhove 1885

### 11.  kříž na cestě do Mohelna v zatáčce nad řekou – Tkaného (1902)
Kříž je vytesaný celý z pískovce. Zvláštností je, že podstavec je ze všech stran popsaný. Nápisy jsou těžko čitelné. Kříž je zbudovaný na náklady Josefa Tkaného. Na spodku podstavce je zobrazen bývalý železný most a uvedeno jméno budovatele: Josef Tkaný mlynář z mohelského mlýna.
V současné době (2011) je kříž ve velmi špatném stavu. Hlava Krista a část rukou chybí. Pravá horizontální část kříže je pravděpodobně zlomená. Také na jiných místech je kříž ve špatném stavu– dochází k odpadávání částí. Problémy vznikly díky výběru špatného kusu pískovce, mechanickému poškození a také zanedbáním pravidelných oprav. Kříž je nutno rekonstruovat– odborně restaurovat.

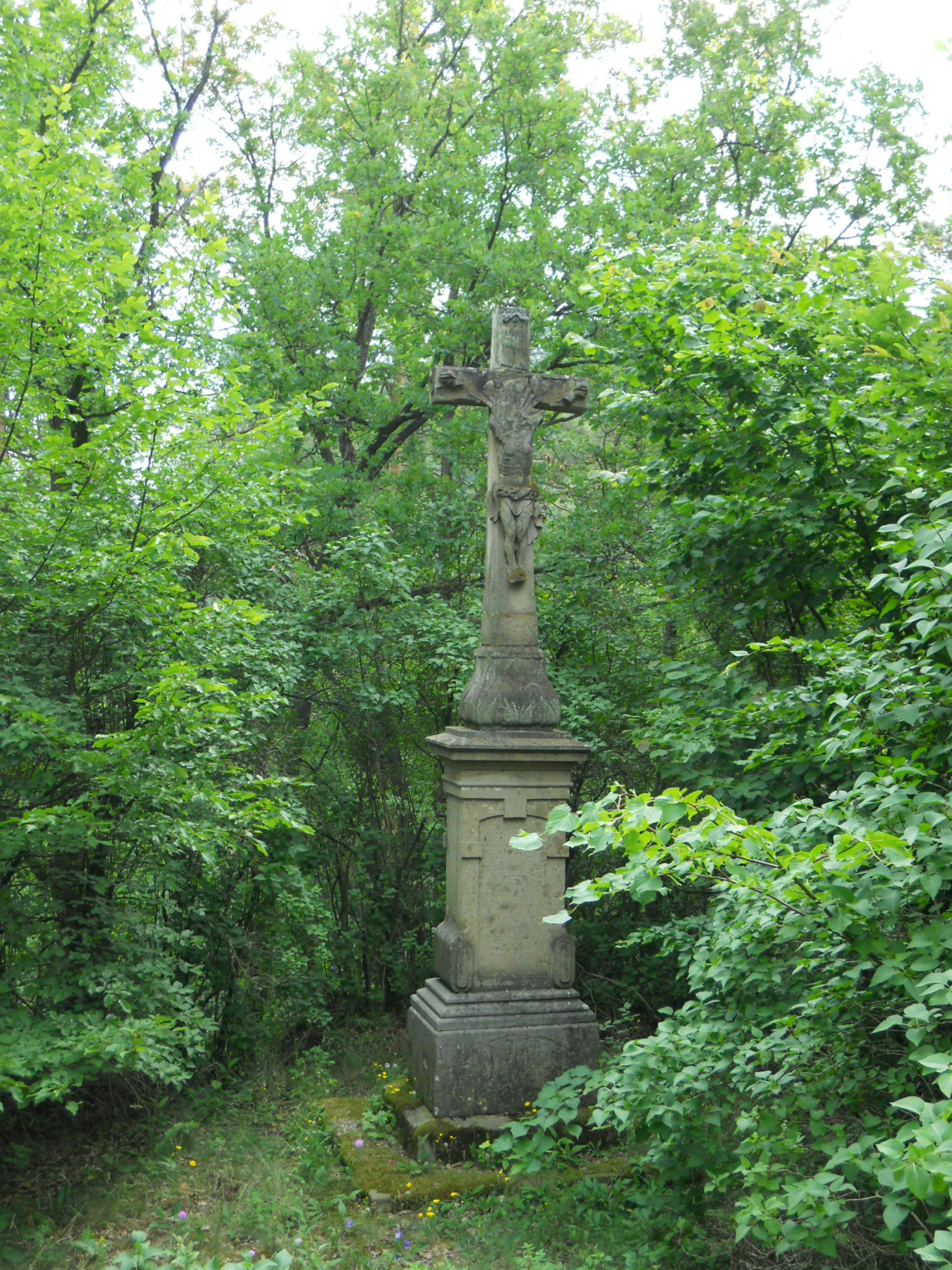
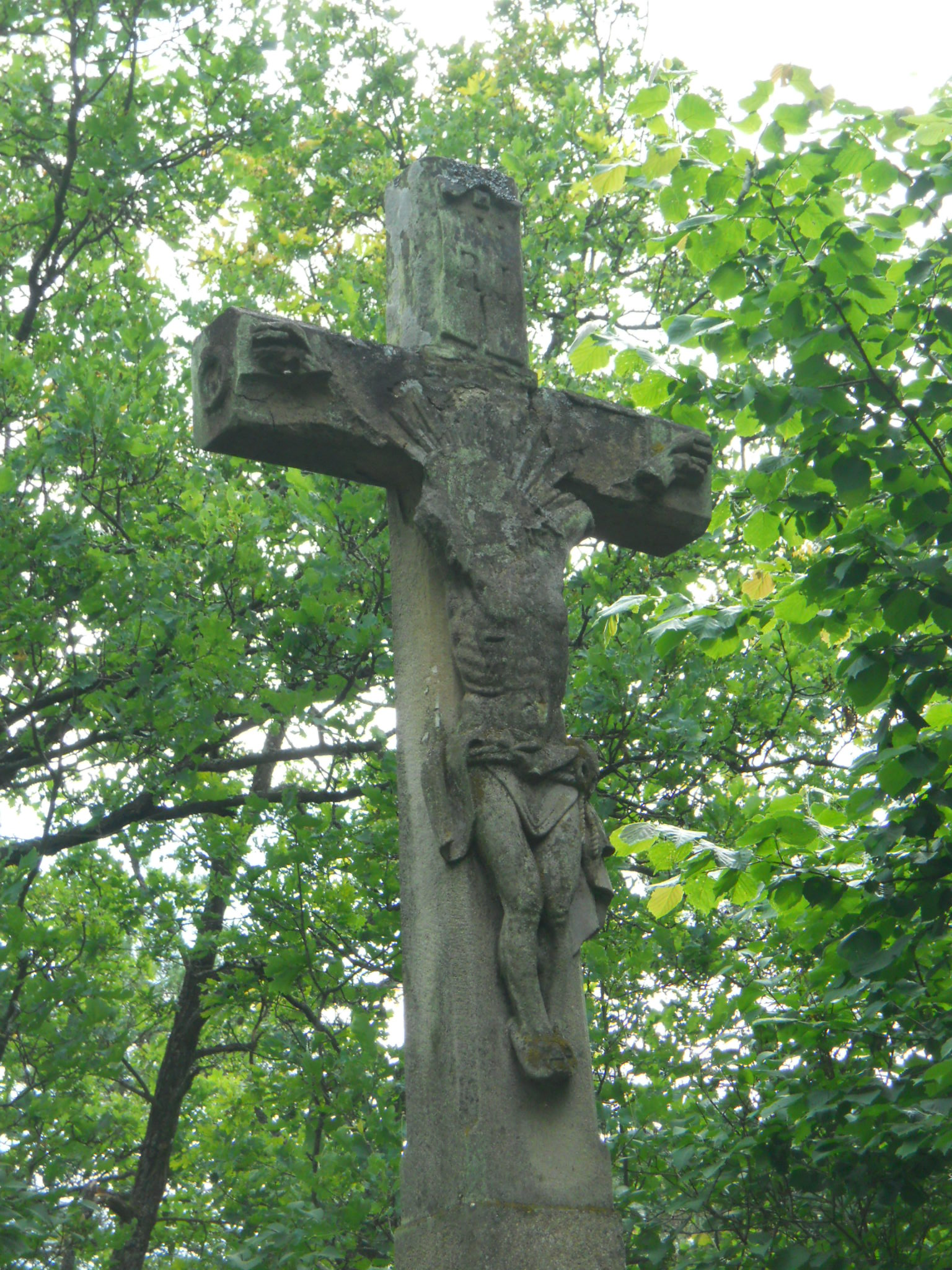
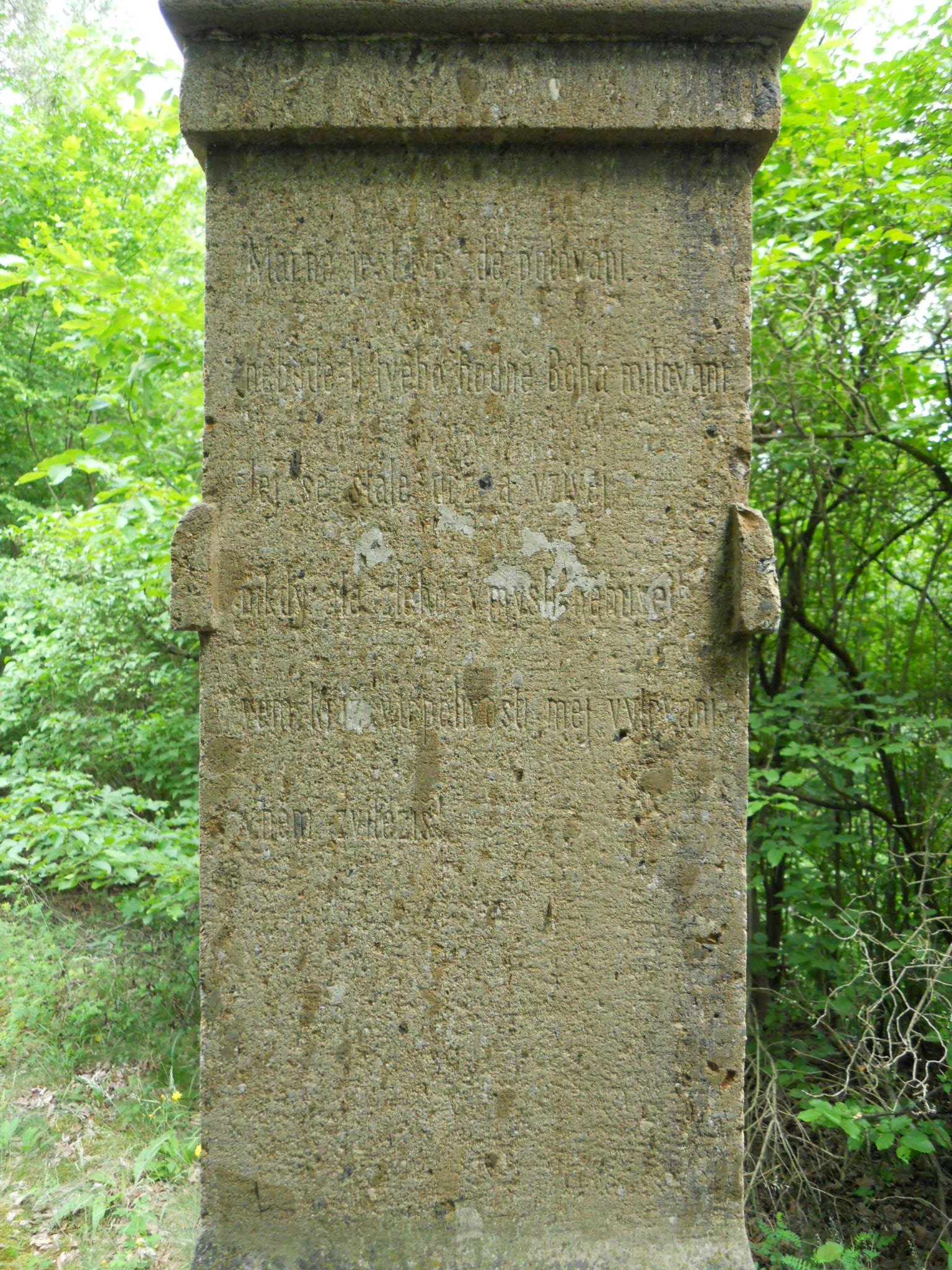
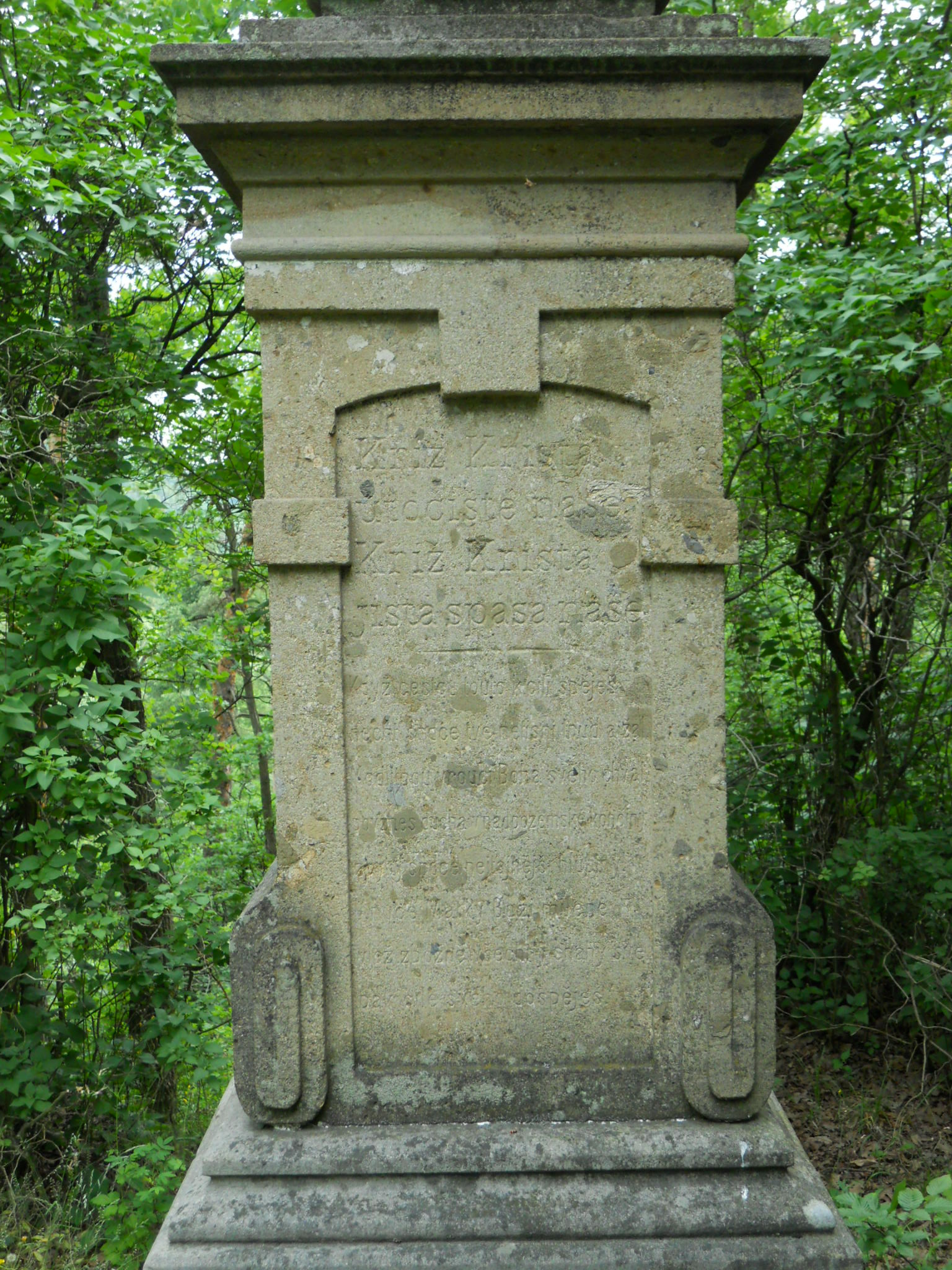
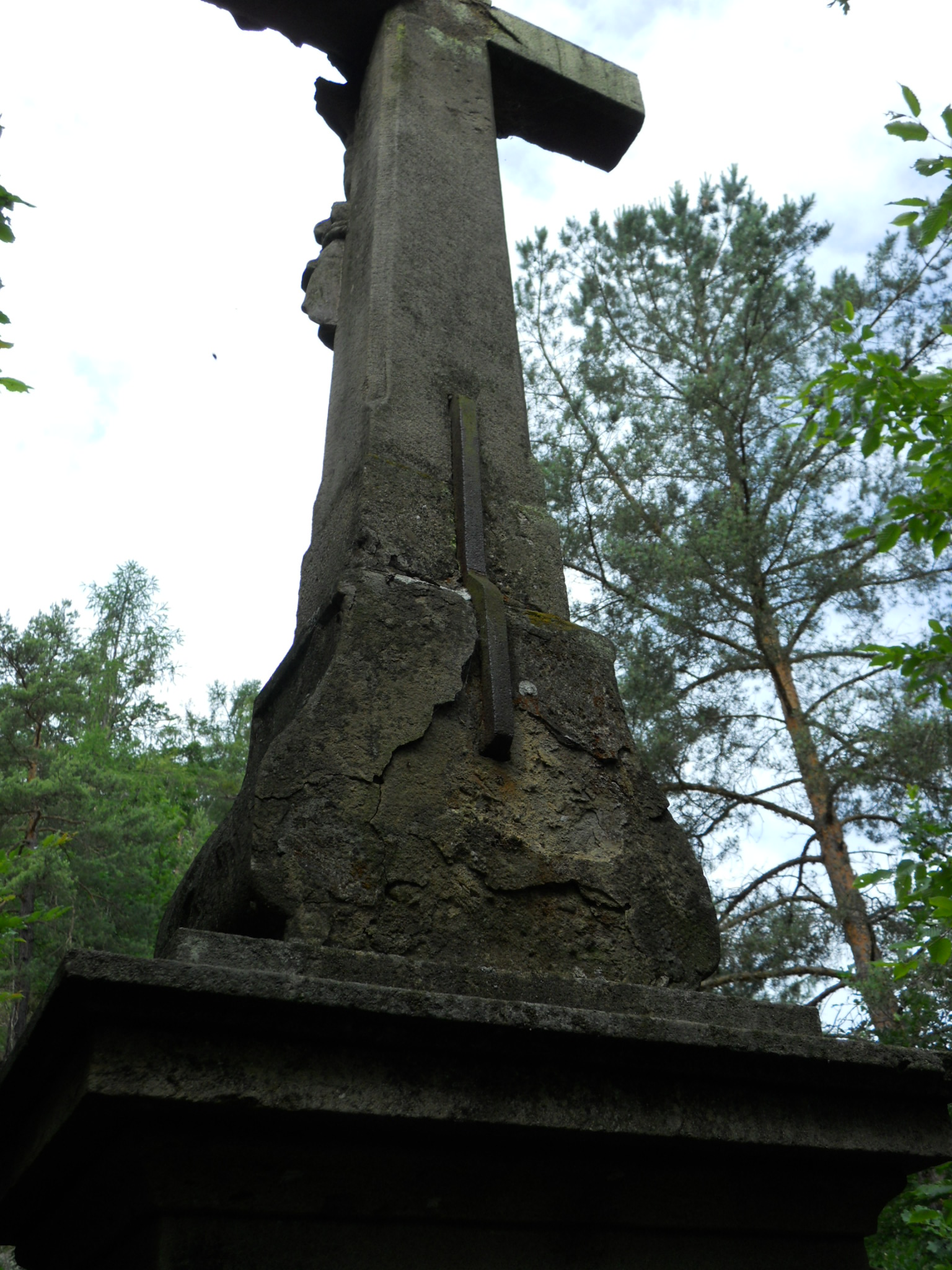

### 12.  kříž před elektrárnou (1910)
Kříž stojí vedle zelené turistické trasy na Rabštejn. Jde o celokamenný kříž s litinovým korpusem Krista.

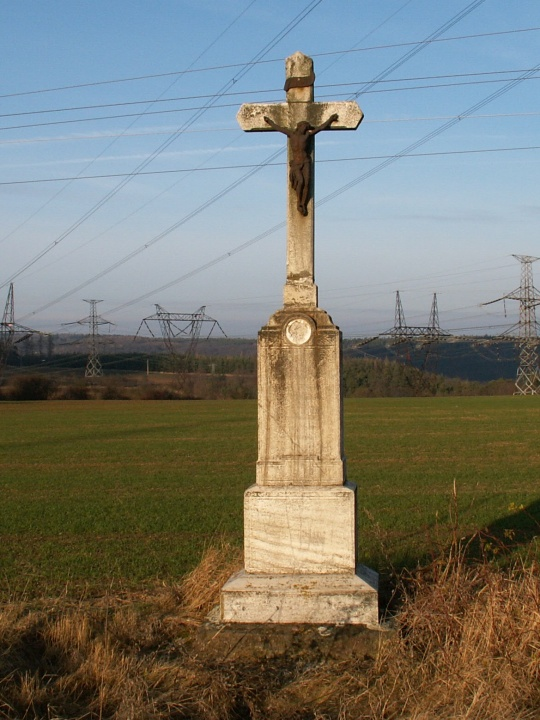

### 13.  dřevěný kříž u kolejí (po roce 1908)
Kříž je bez nápisu, umístěn na křižovatce směr Rešice u železniční vlečky. Na poli zvaném Soudné, také se mu říkalo Cabejškůj.

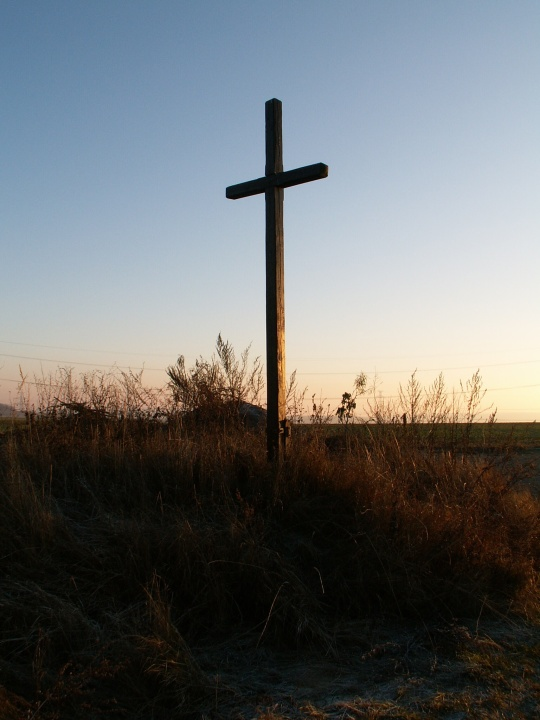

### 14. dřevěný kříž u cesty do Jamolic – Blahuv kříž (po roce 1908, oprava 1960)
Původně na kříži bývala plechová silueta s malovanou a zlacenou postavou ukřižovaného Krista. Ta pravděpodobně roku 2007 upadla a byla ukradena. Dnes je na kříži nevzhledná nerezová silueta. Kříž nechali opravit v roce 1960 Blahovi, Jan a Marie z Dukovan (čp. 12). Kříž je v současnosti nevhodně upraven.

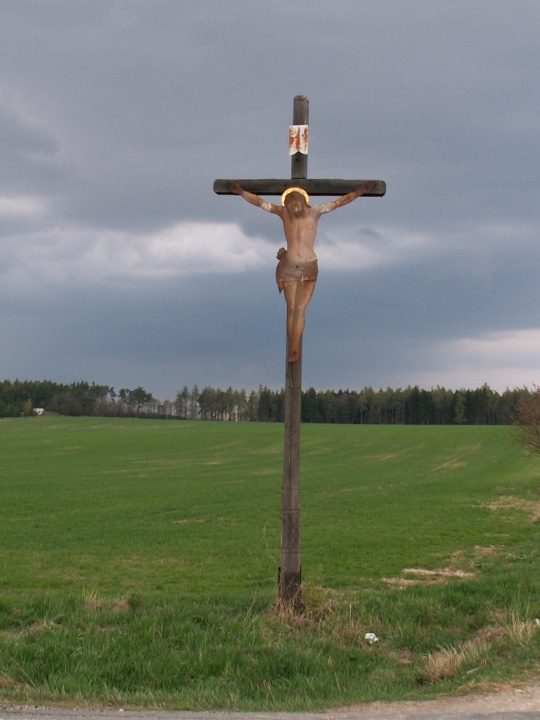
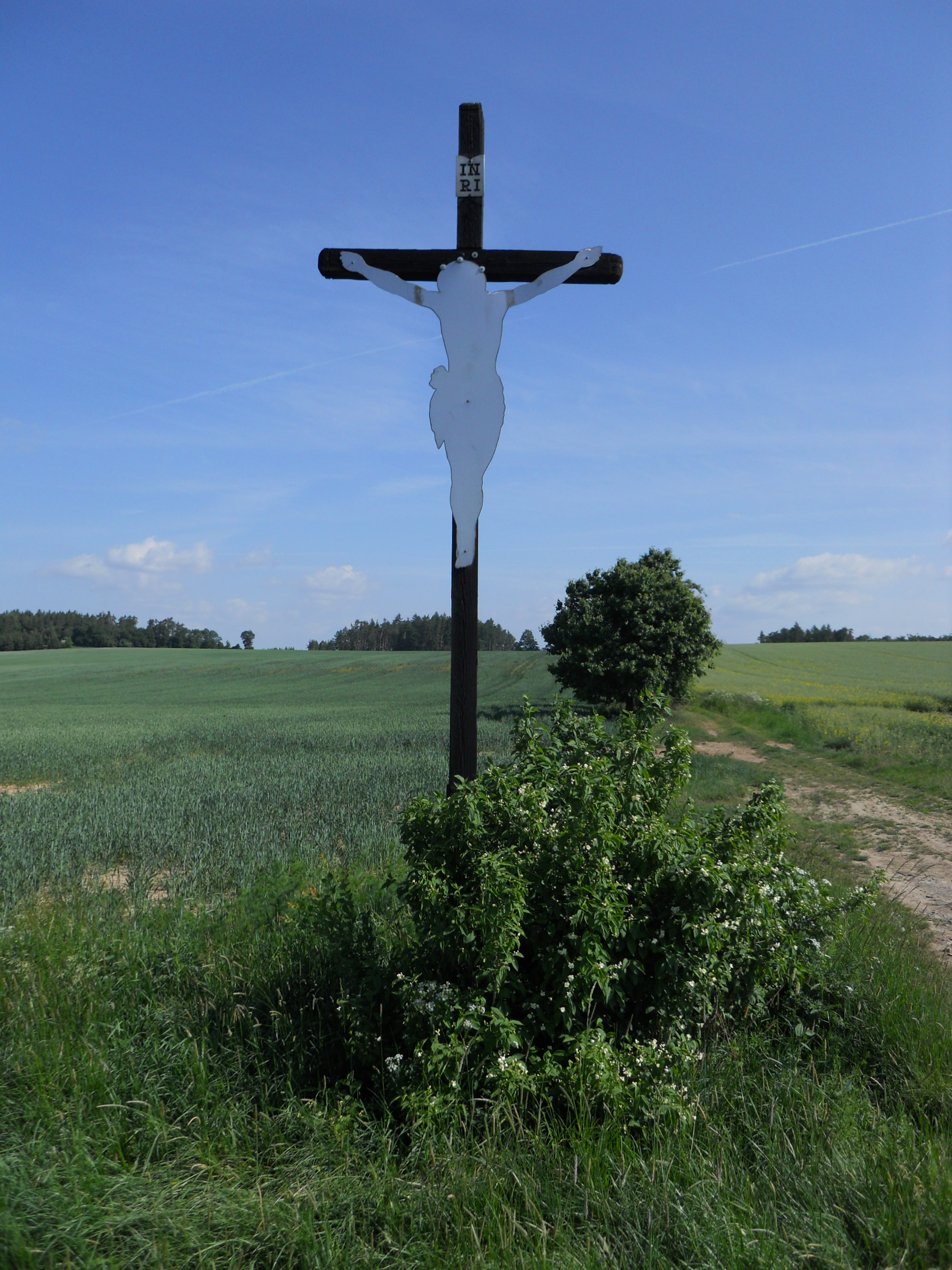
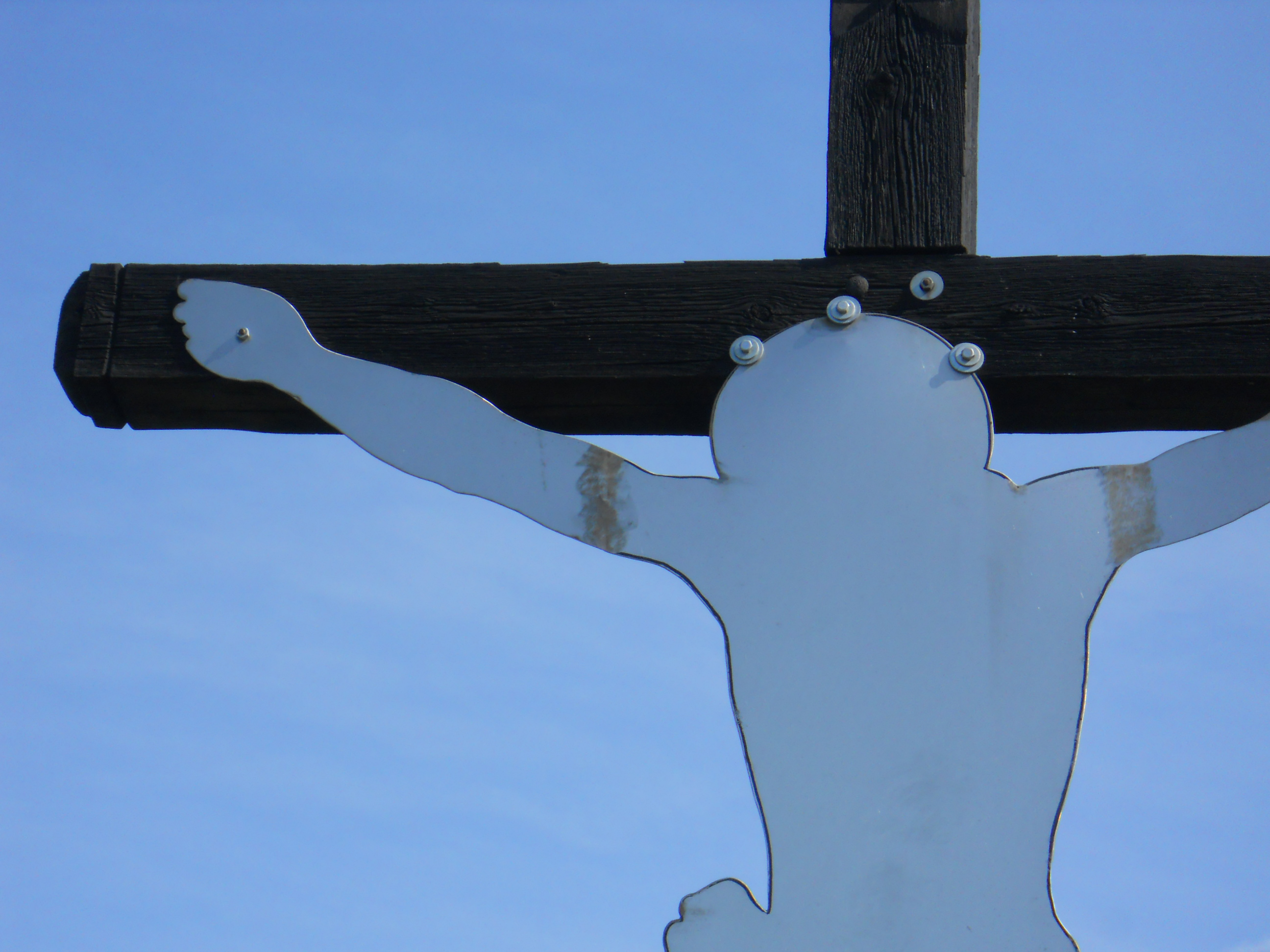
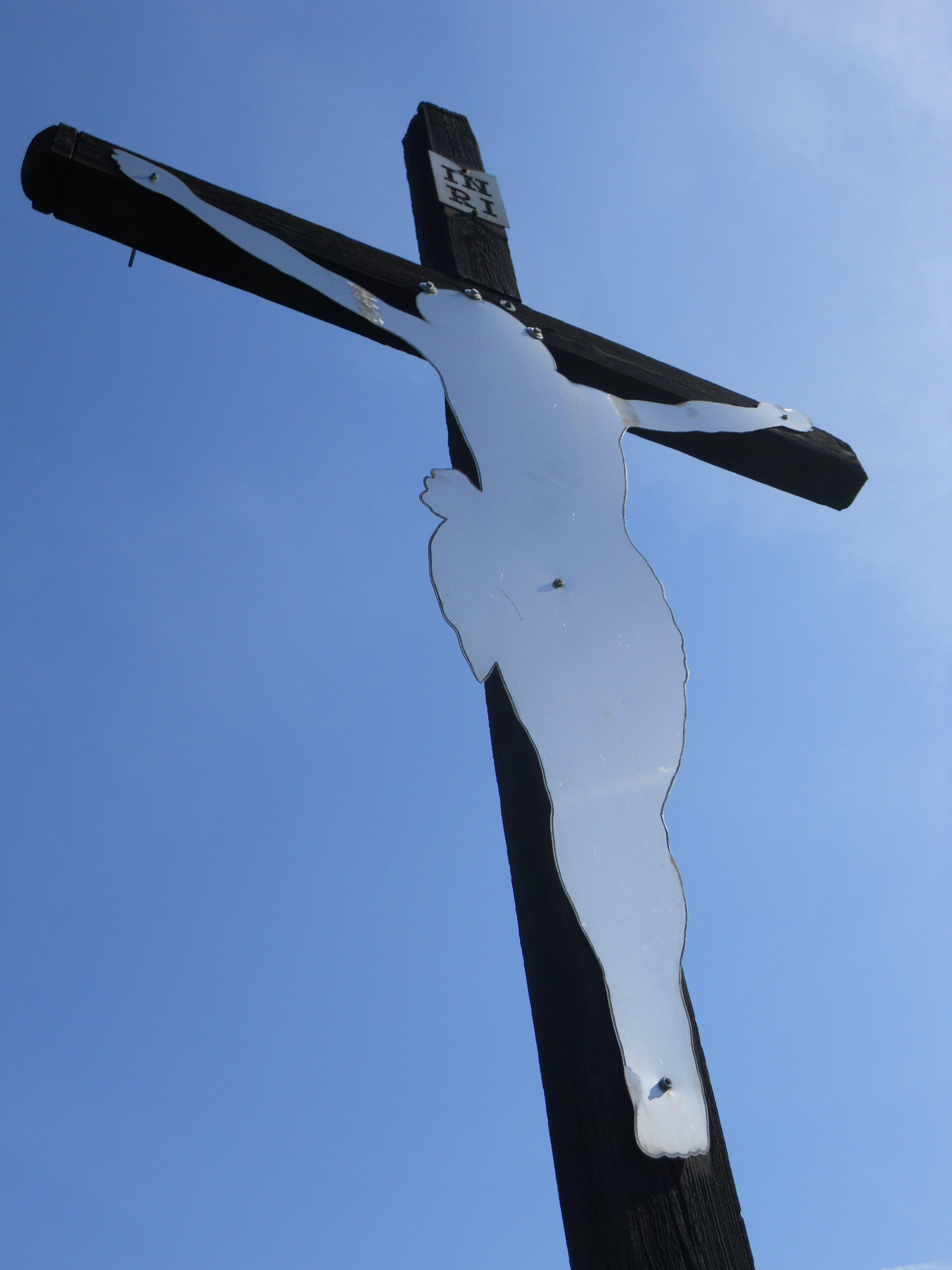
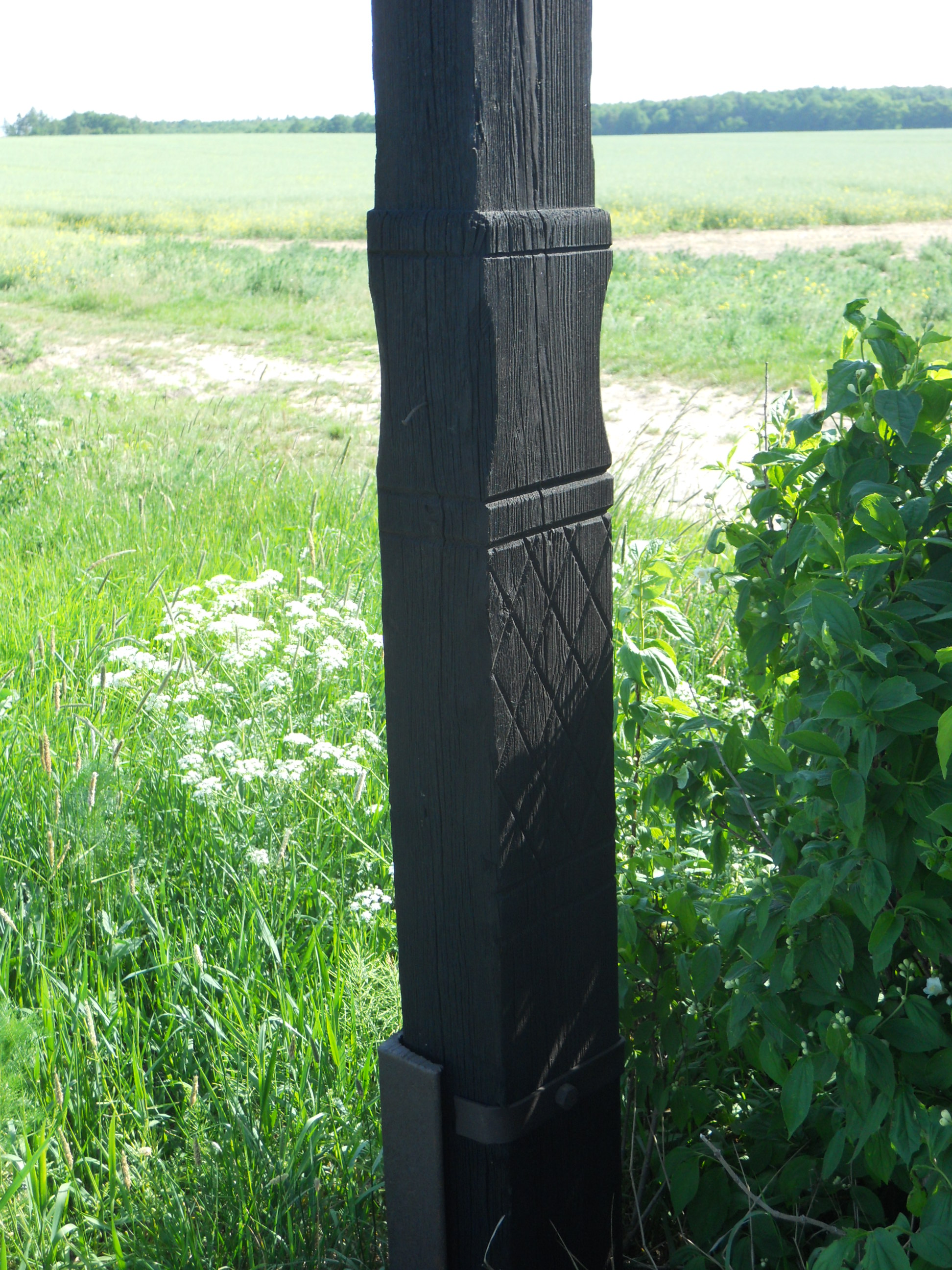

### 15. kříž u Lipňan (1930)
Jedná se o betonový teracový kříž. Stojí u cesty směrem z Lipňan na Rouchovany. Nápisy na kříži: “ O MŮJ JEŽÍŠI NEBUDIŽ MÝM SOUDCEM NÝBRŽ SPASITELEM. KE CTI A CHVÁLE BOŽÍ, PAMÁTCE ZEMŘELÝCH RODIČŮ VĚNUJÍ JAN A FRANTIŠKA KLÍMOVI Z LIPŇAN". Kříž je nedávno velmi dobře a vkusně restaurován.

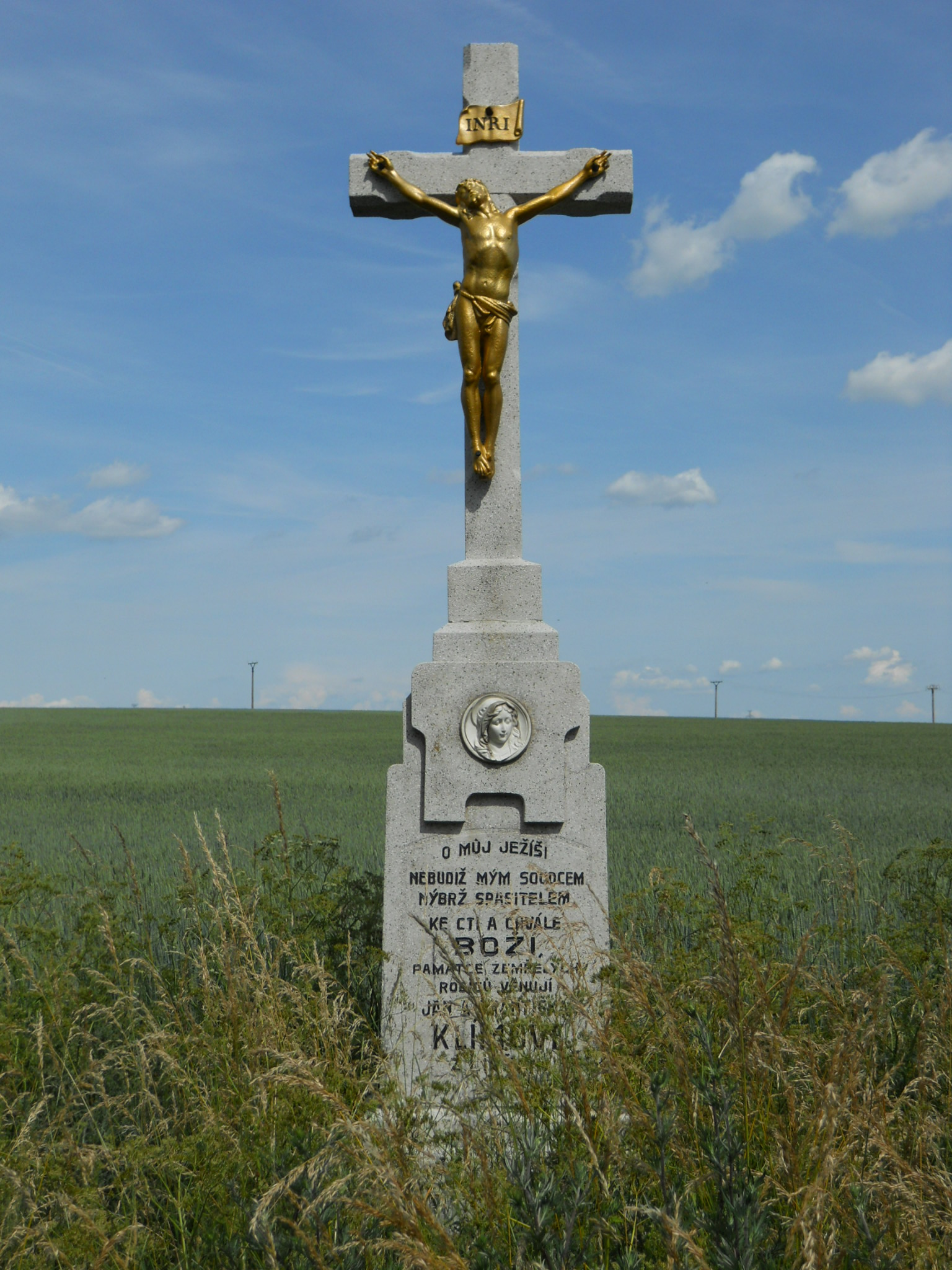
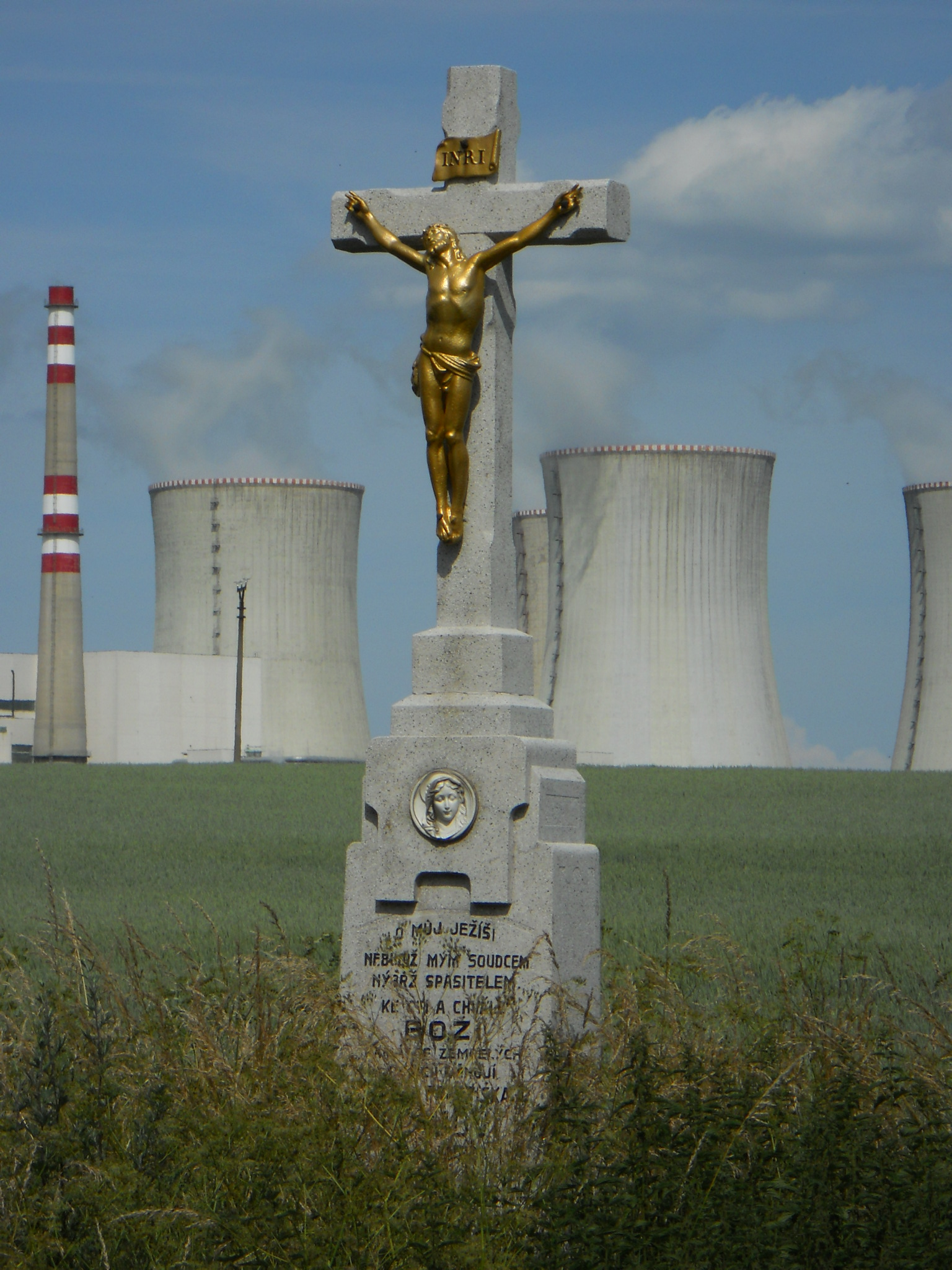
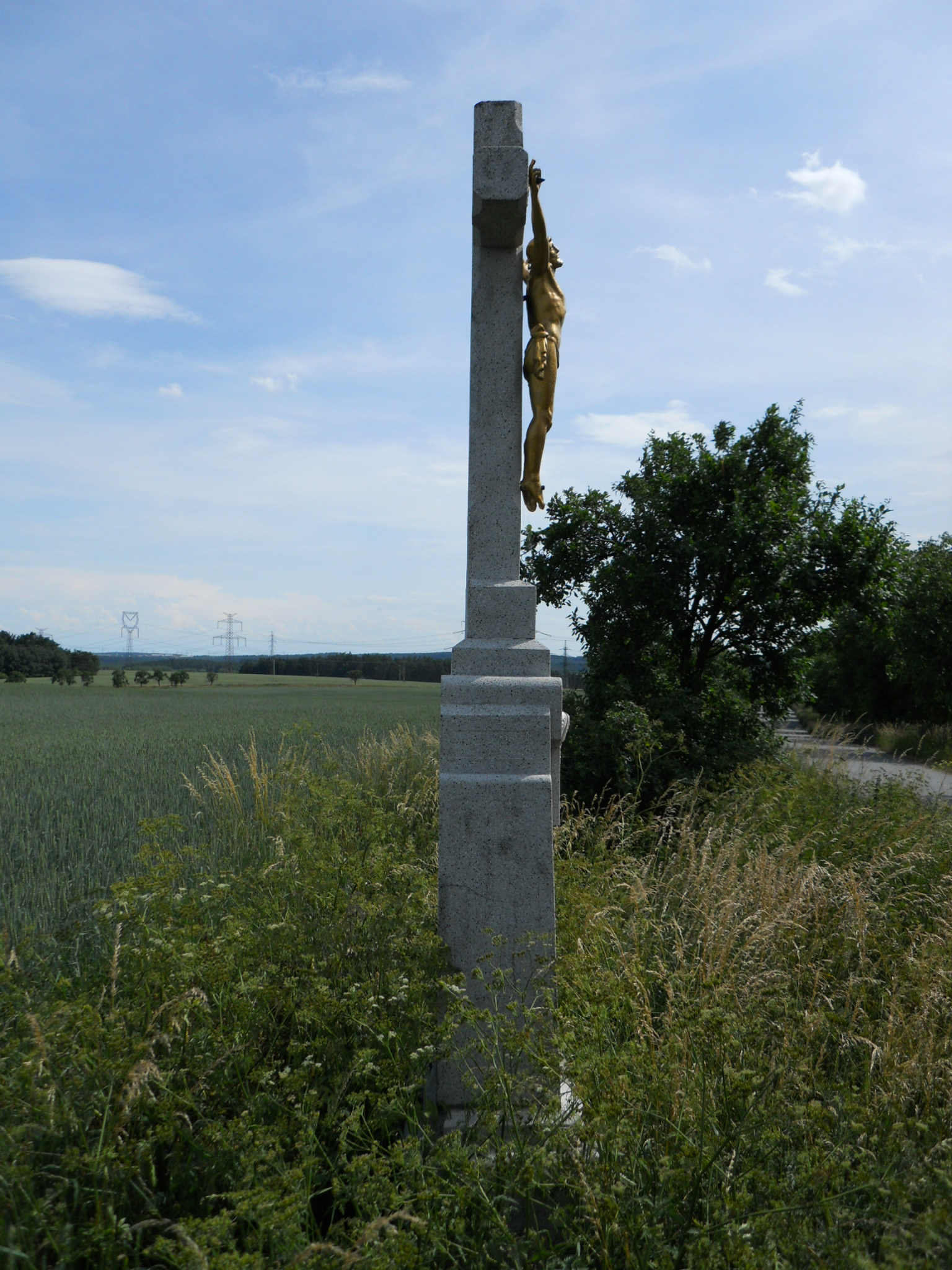
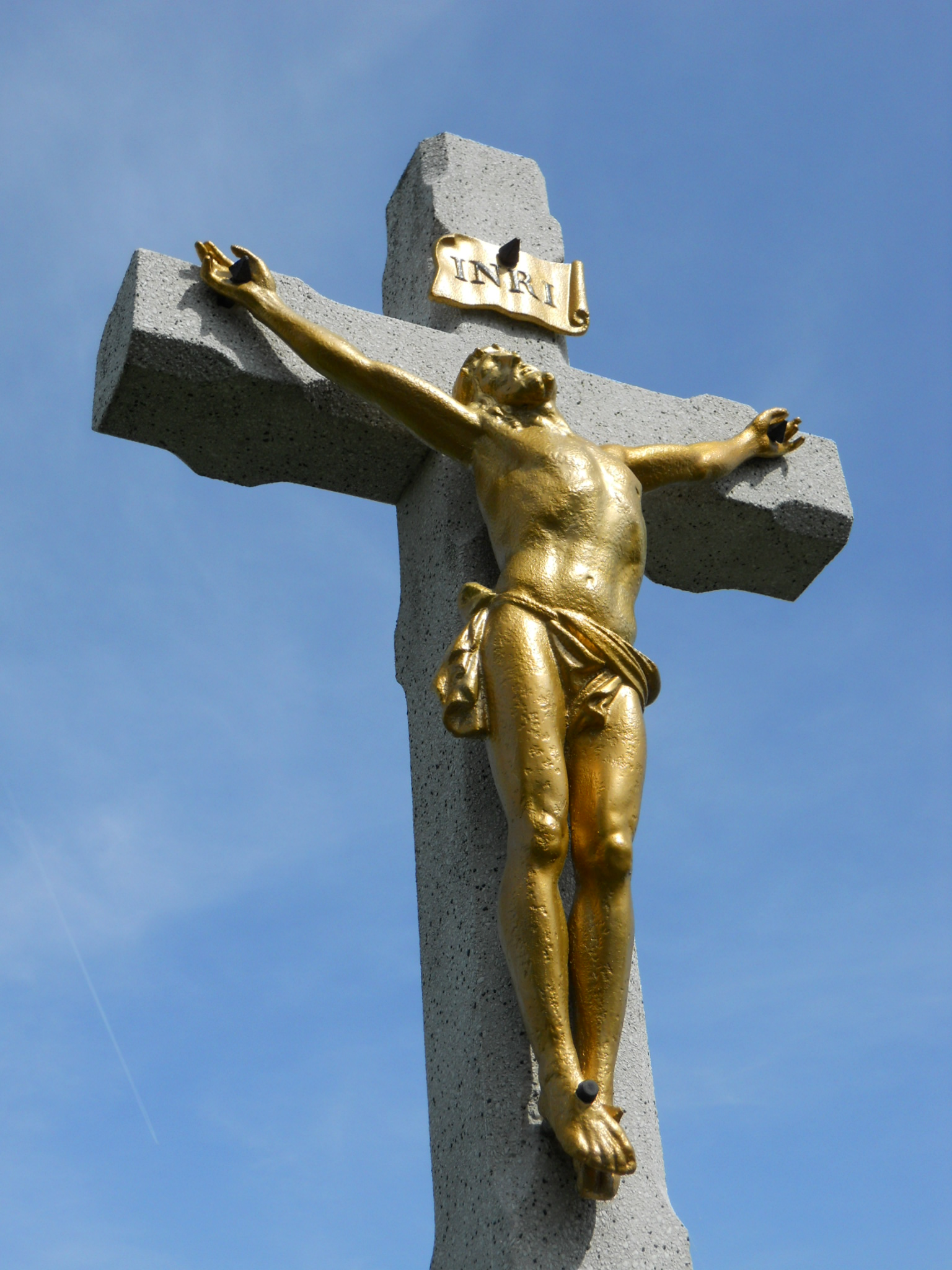
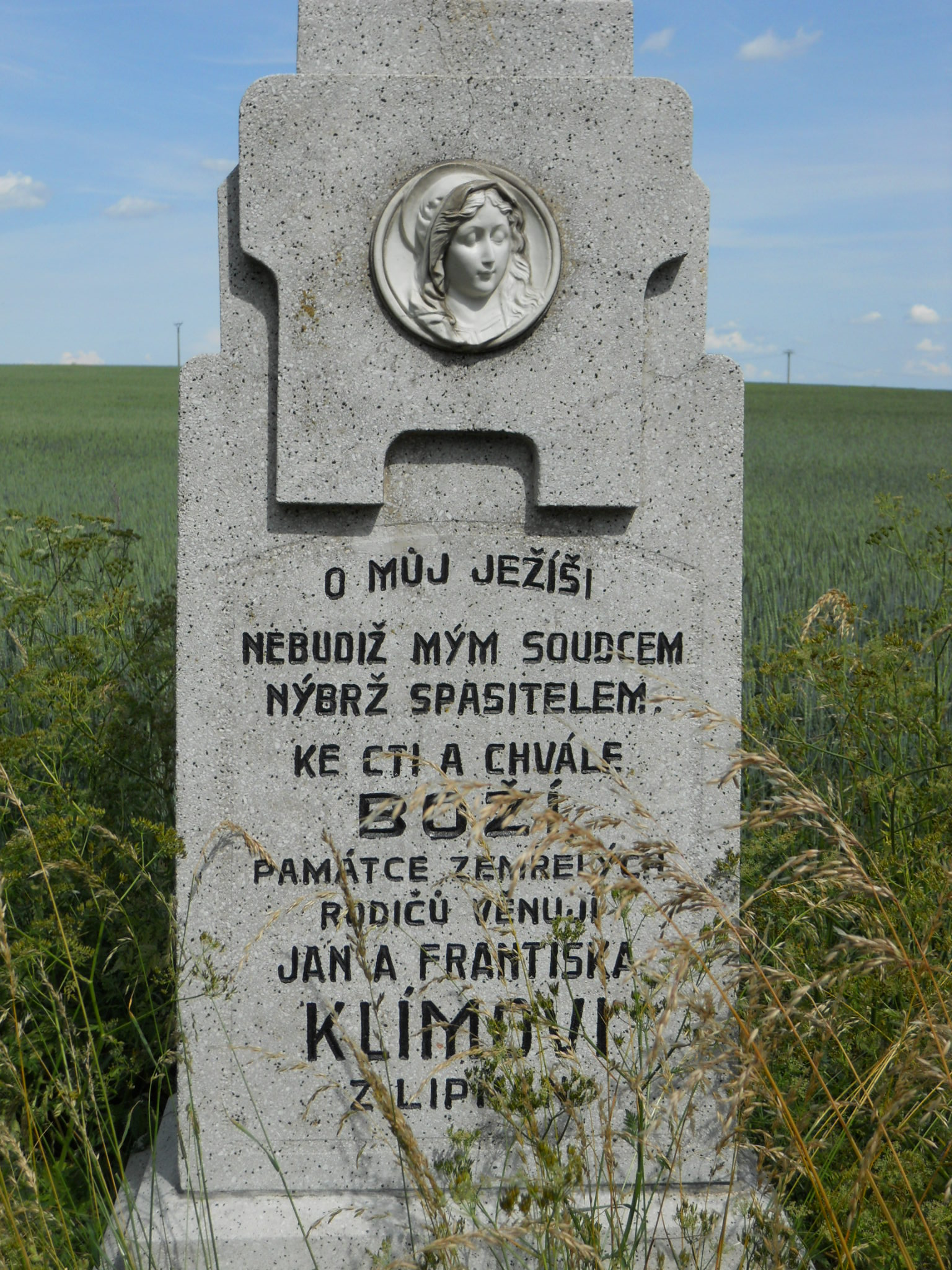

### 16.  kříž u hráze – Sedláčkův (1934)
Teracový kříž. Původně tento kříž býval na mlýnské cestě z Dukovan do dukovanského mlýna – nyní zatopeno a kříž přemístěn. Nápisy na kříži: „Pochválen buď Pán Ježíš Kristus  Co prospěje člověku byť celý svět získal a na své duši zkázu utrpěl” Ke cti a chvále Boží věnovali manželé Antonín a Marie Sedláčkovi majitelé mlýna. L.P. 1934
Teracový kříž je nevhodně natřen oranžovou barvou. Autor nátěru by se měl poučit z kvalitní rekonstrukce podobného kříže číslo 15.

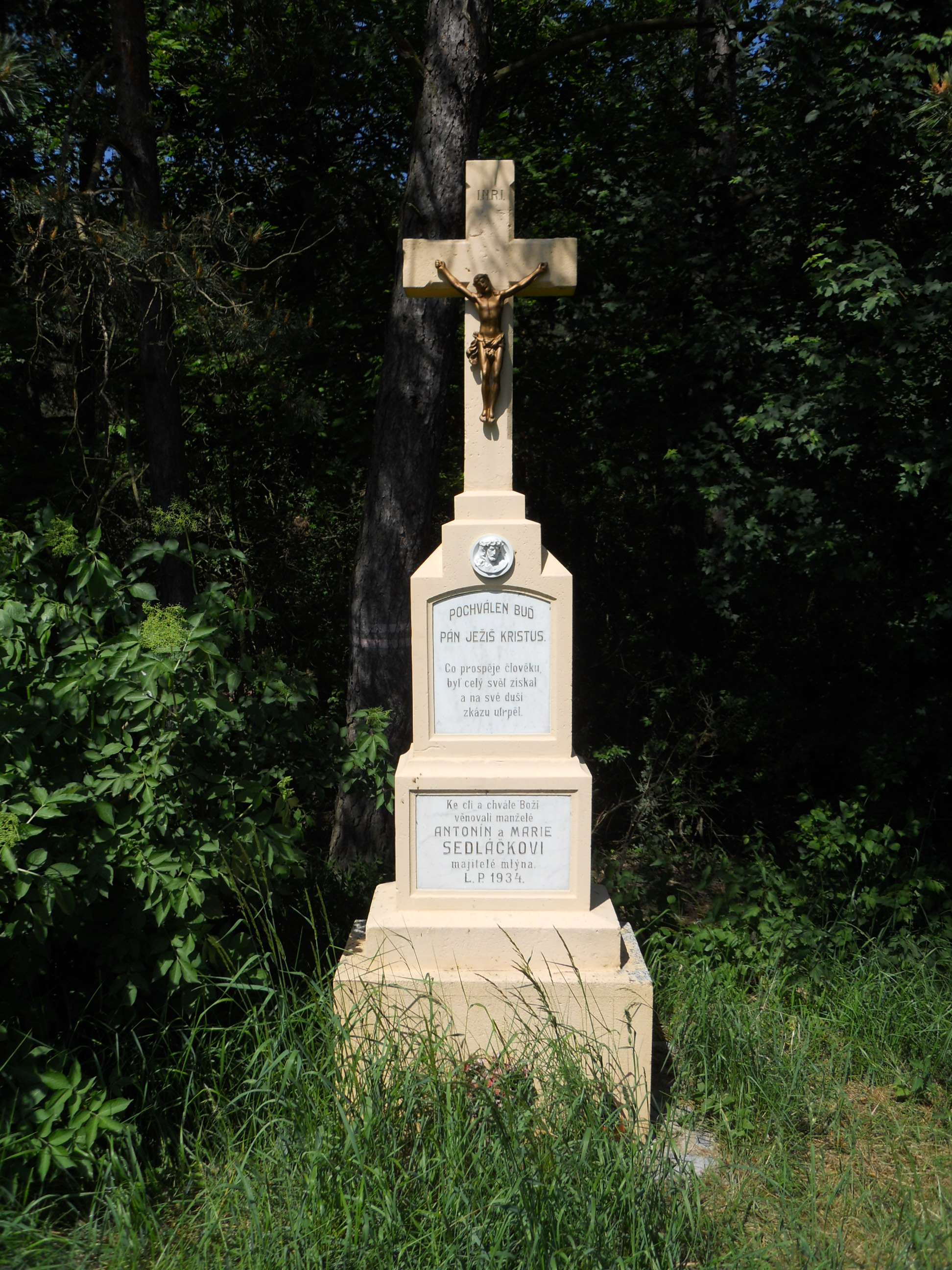
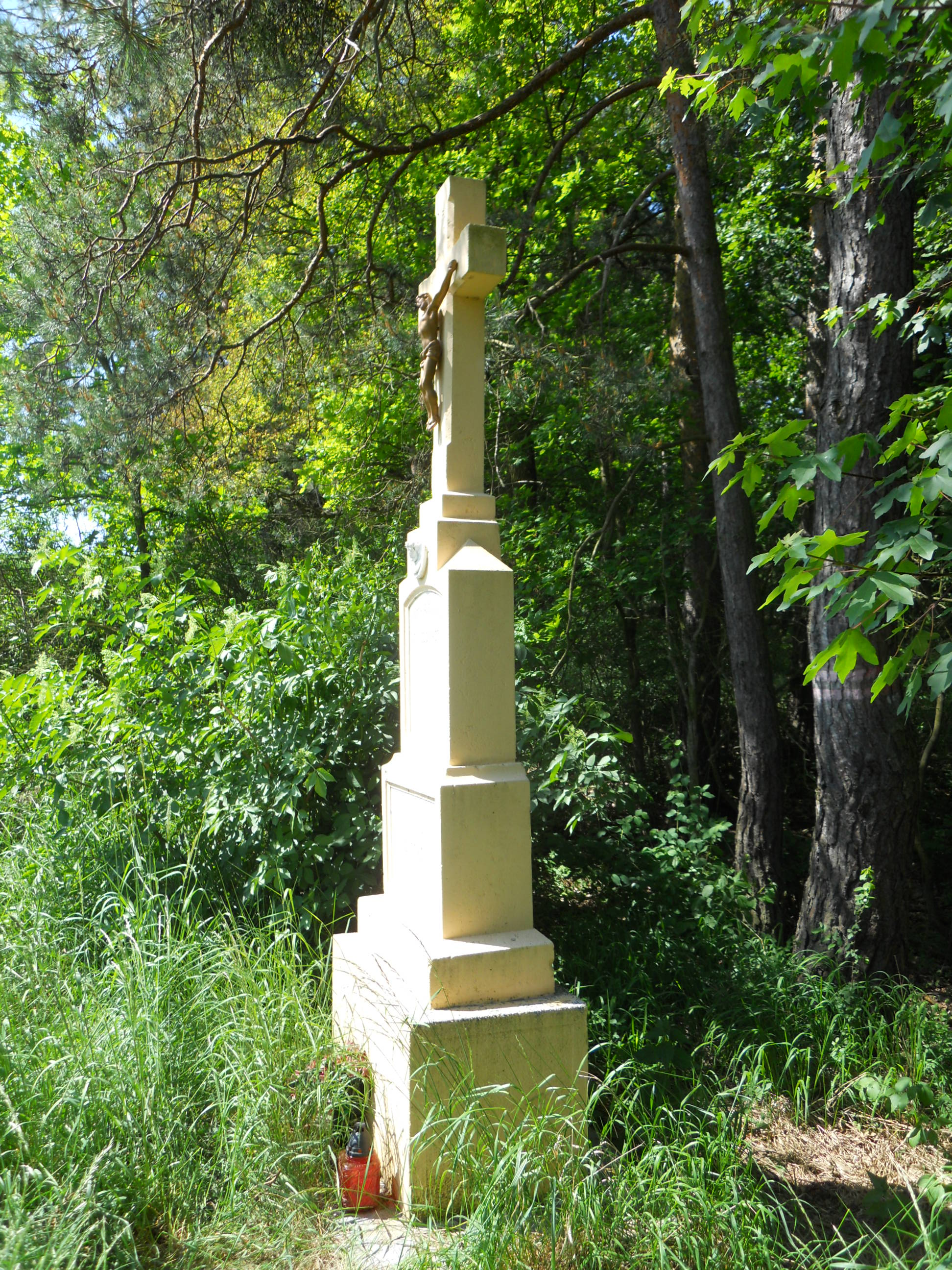
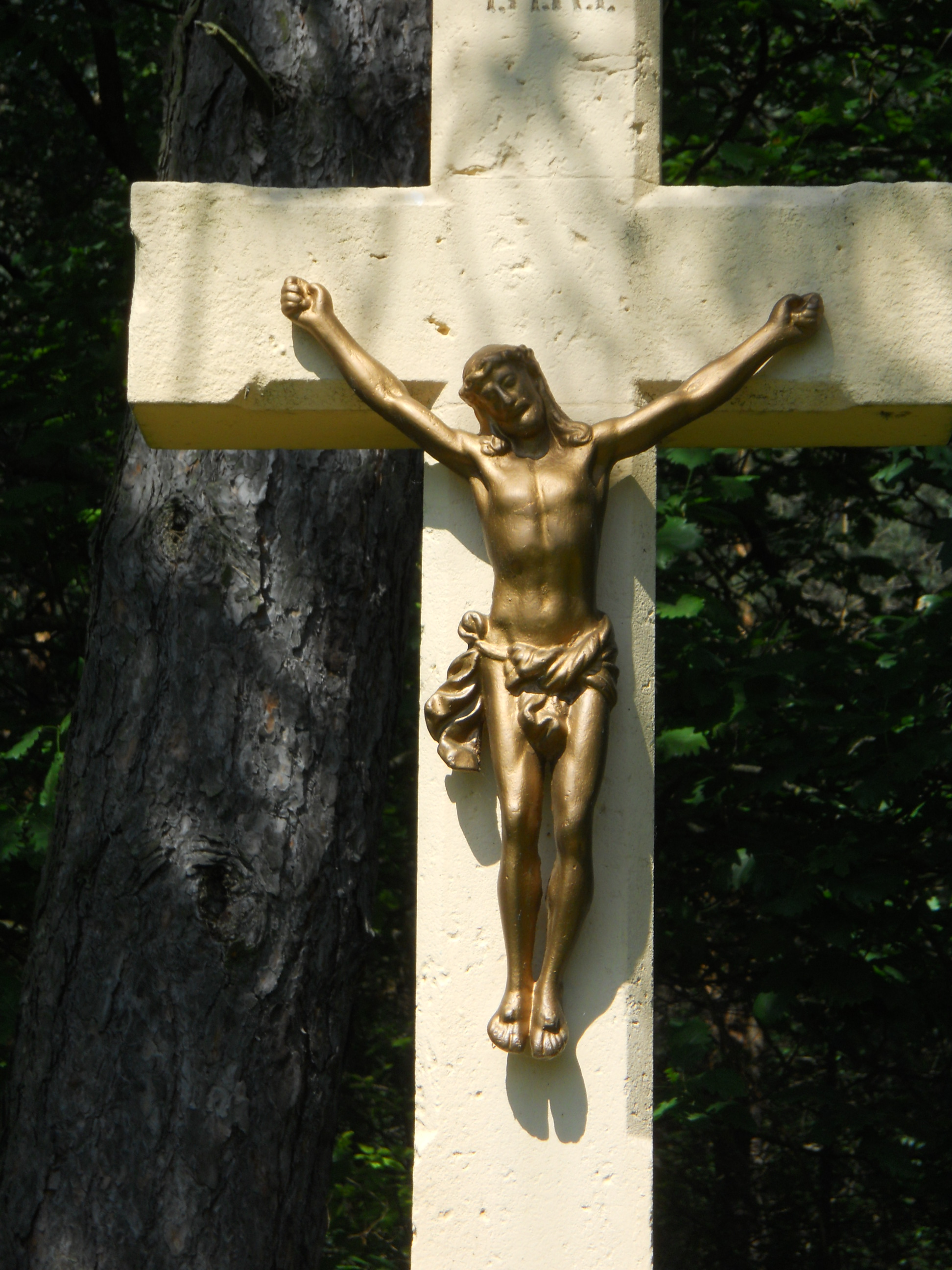
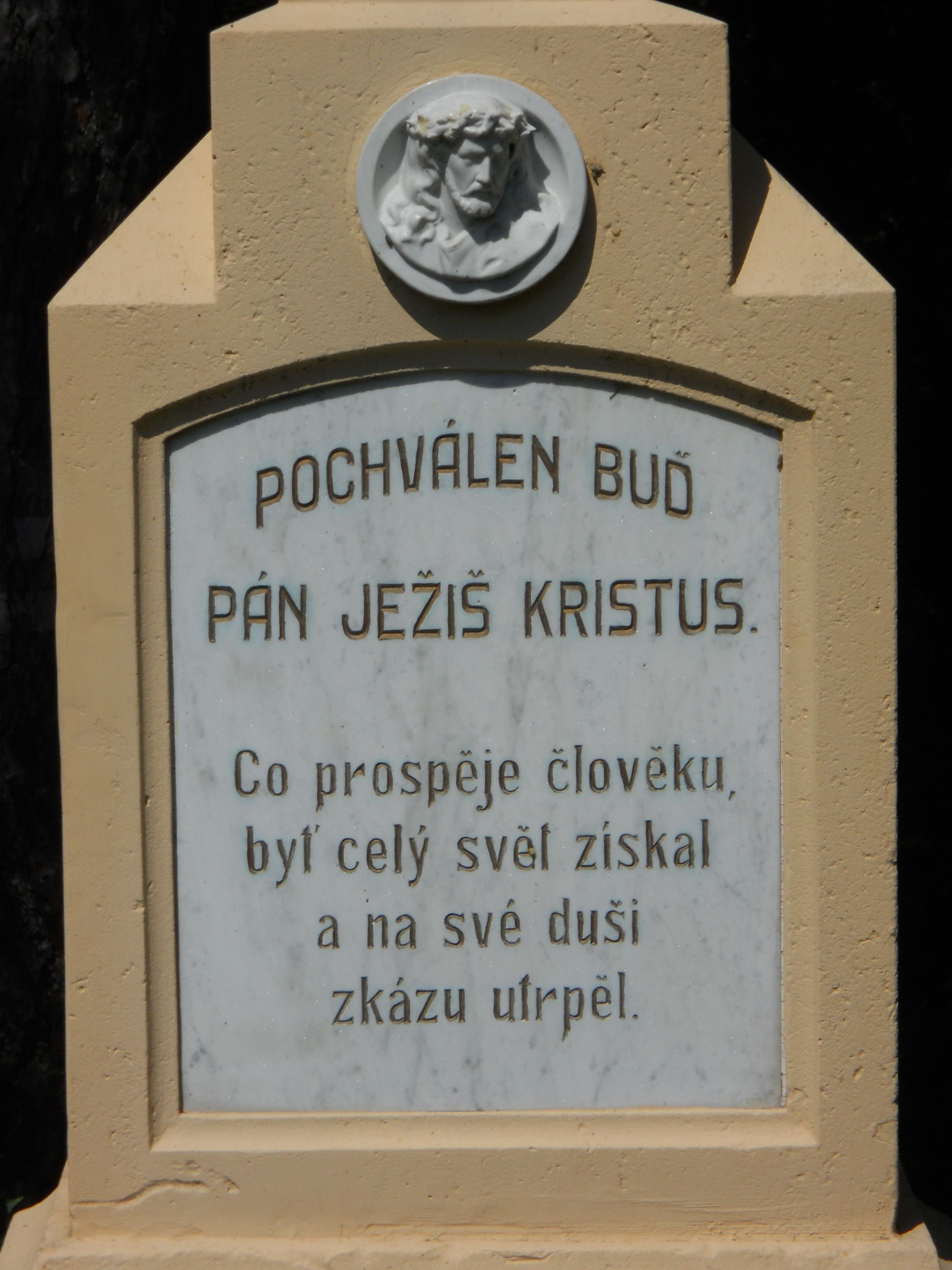
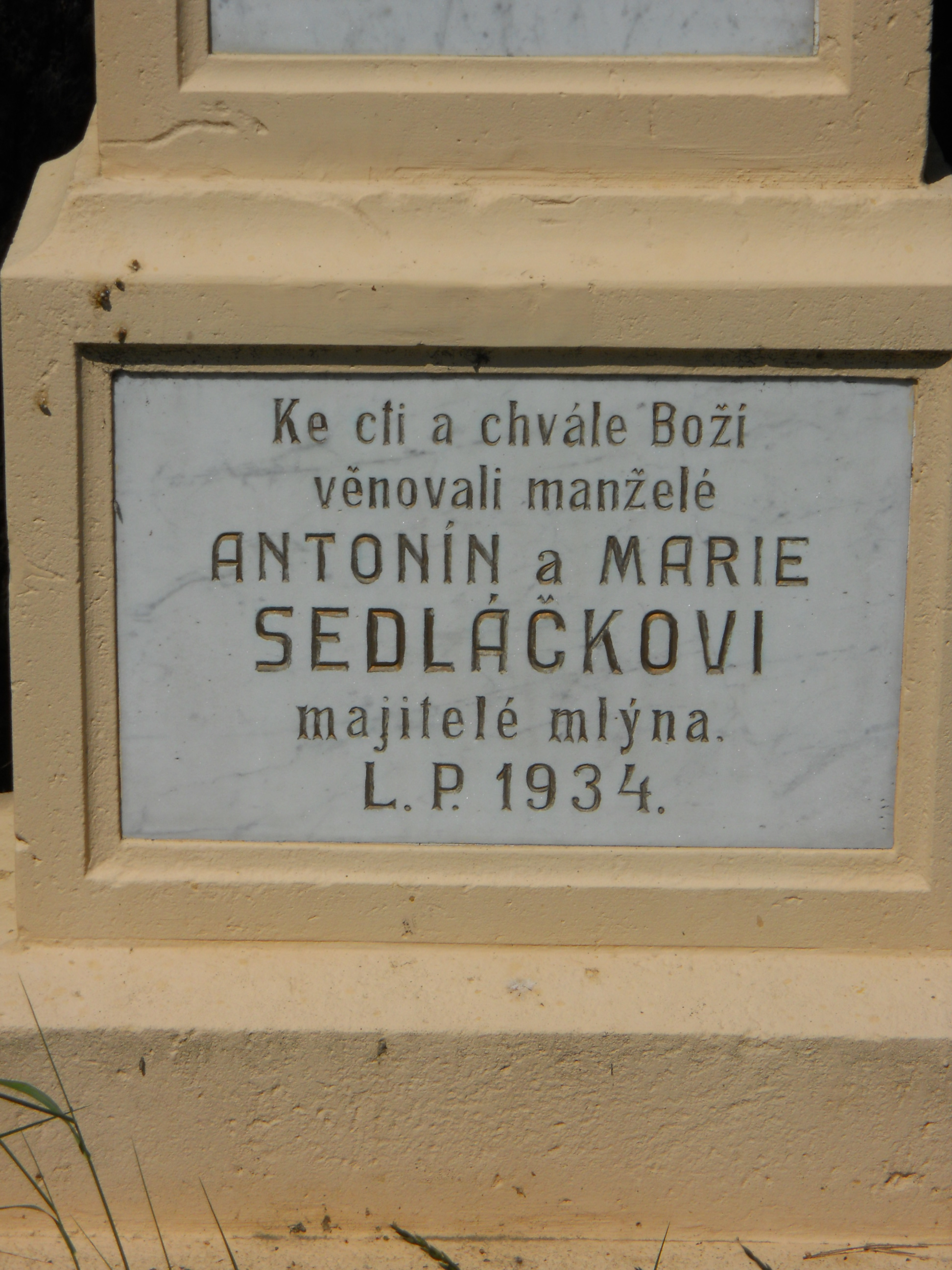

### 17.  dřevěný kříž u vchodu do kostela (1936)
Říká se mu misijní kříž. Misijní proto, že jsou na něm uvedeny roky misií 1921,1936. Je zavěšen na fasádě po pravé straně u hlavního vchodu do kostela.

### 18.   kříž na cestě k elektrárně – Salákův (1948)
Umístěn u odbočky k Lavkám. Vyroben z teraca, rozbitý kristus je z porcelánu. Postavit jej nechali Salákovi. Nápis na kříži :” Pozdraven buď kříži svatý, Ó jak krásný jest tvůj kmen, skvít se budeš na obloze, až Pán příjde v soudný den. Věnují ke cti a chvále Boží František a Hilda Salákovi z Dukovan č.6. LP 1948”.

### 19.  kříž – brána (2010)

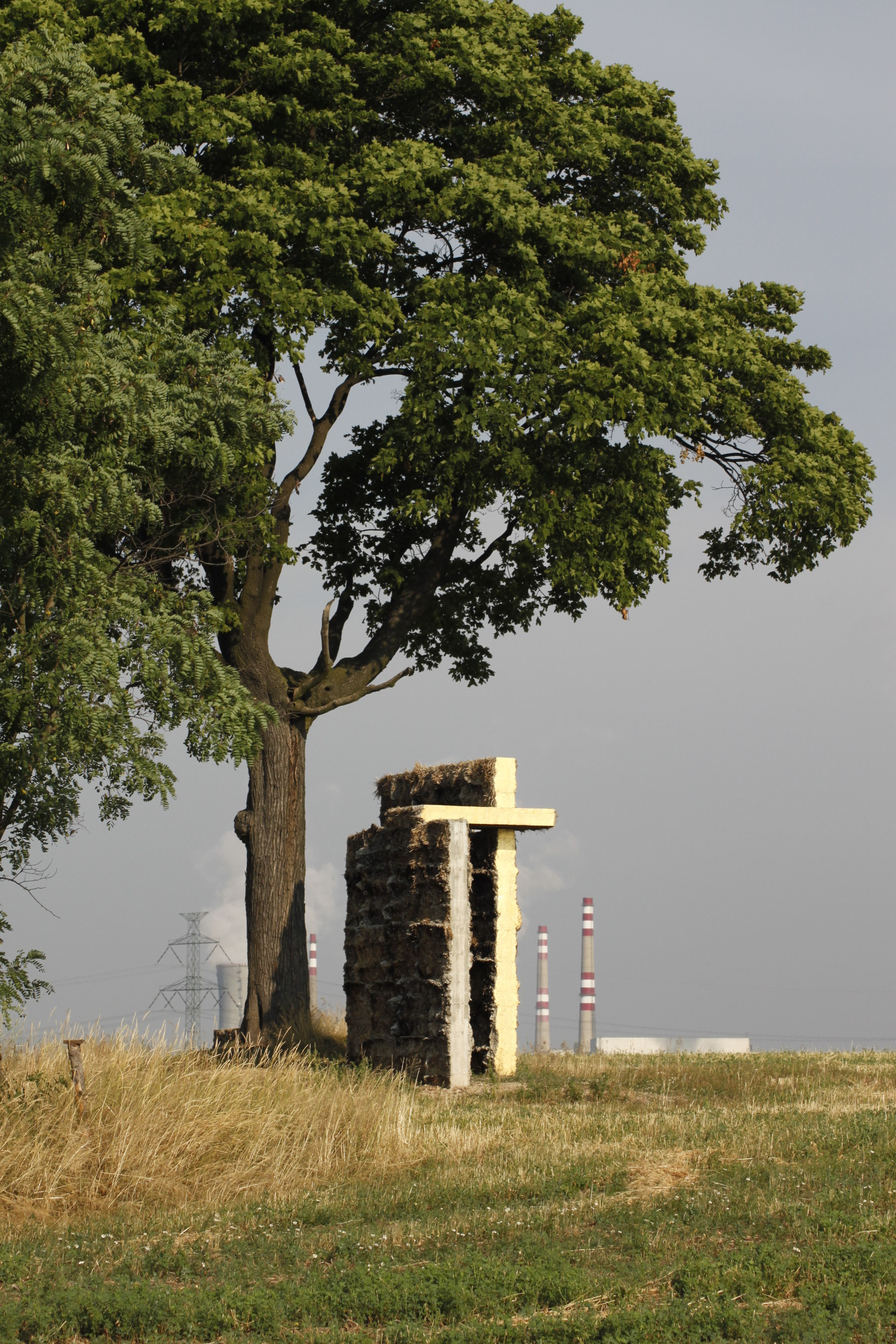
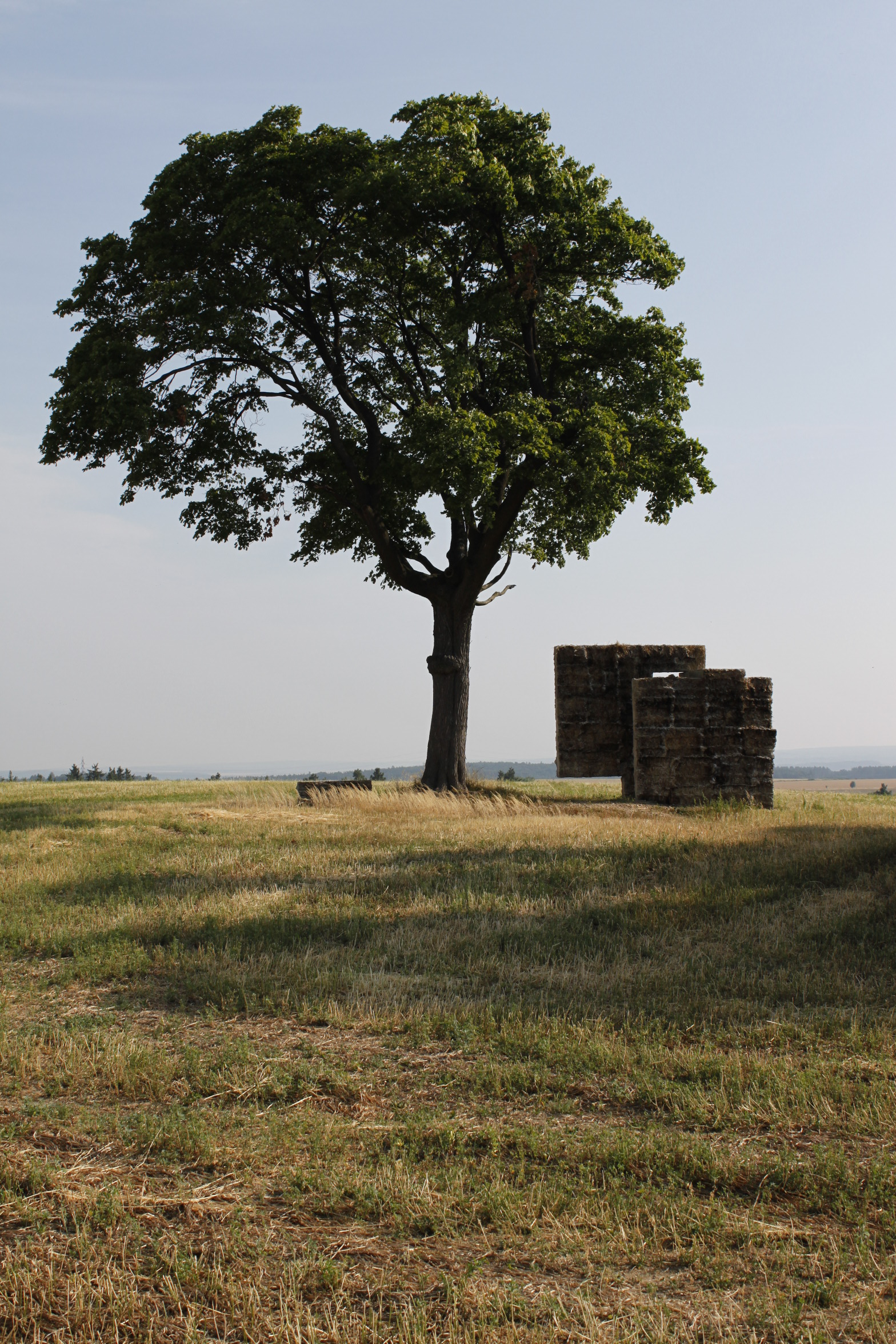
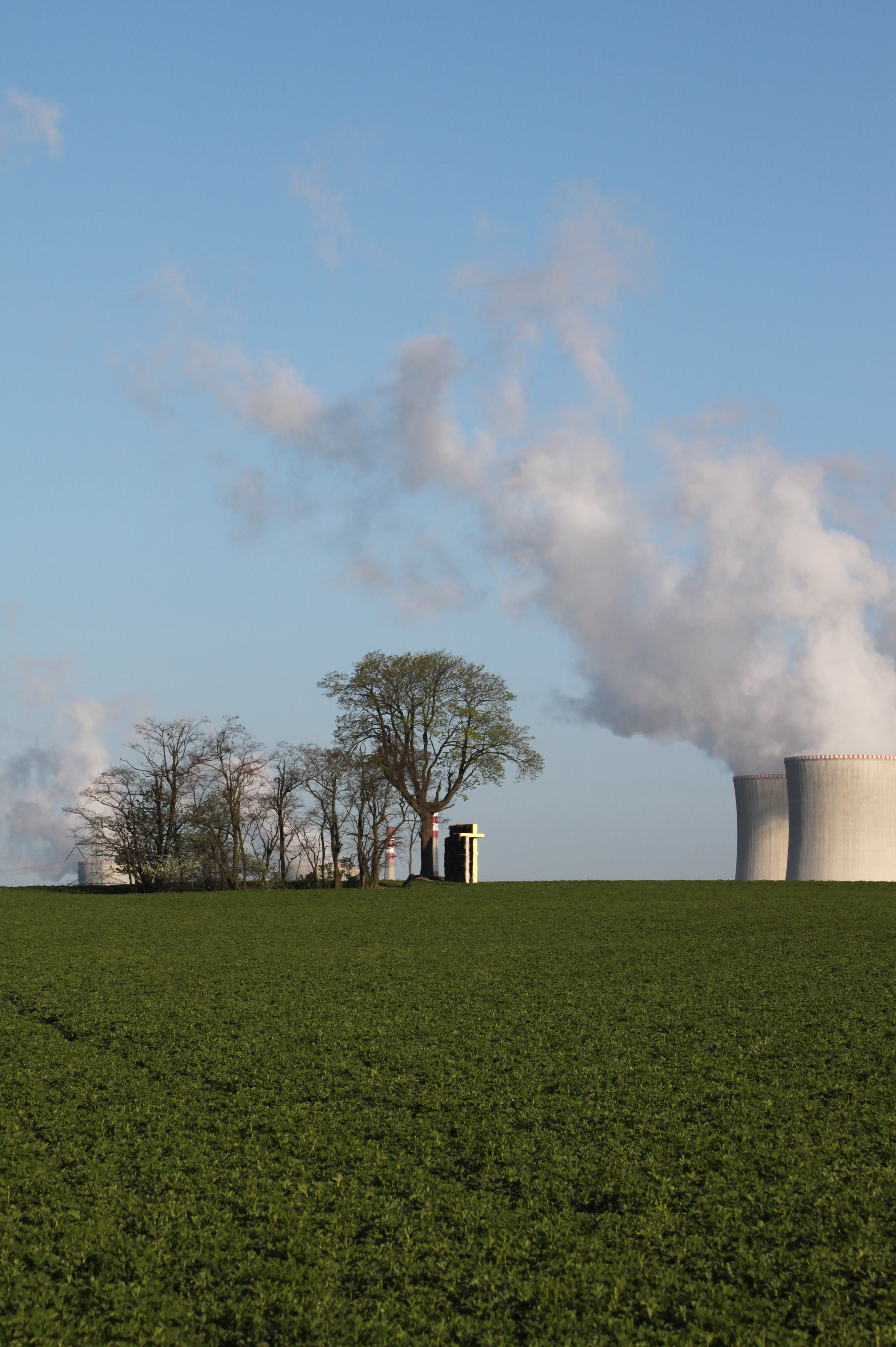
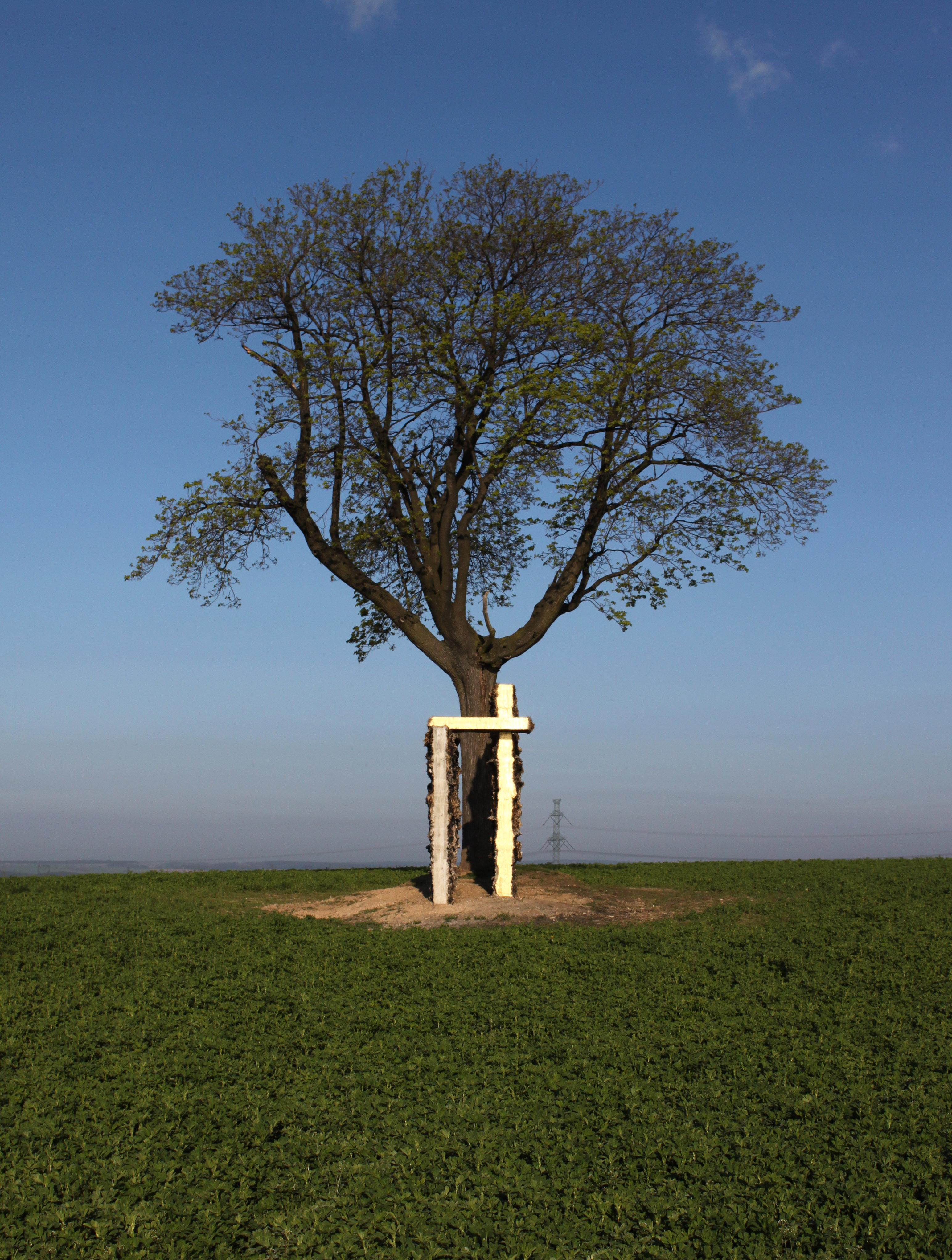
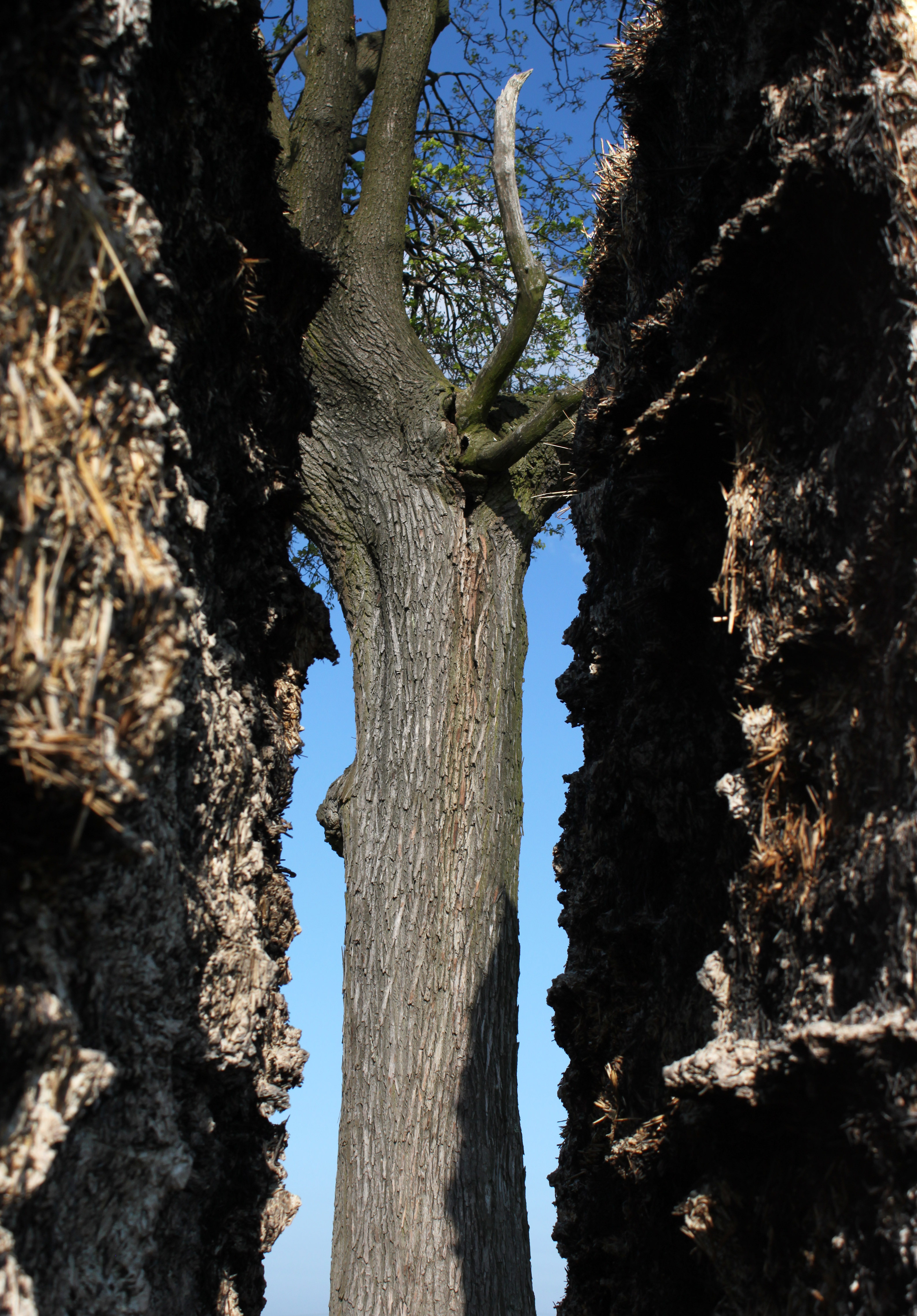

Vše o kříži je uvedeno na stránce: www.ivopavlik.cz Archivováno 9. 8. 2011 na Wayback Machine.

## Zaniklé kříže
- kříž na silnici ke Skryjím, tzv. Oulehlův (1872)
- dřevěný kříž u Dukovanského mlýna (1880)
- dřevěný kříž u Havránku (1883)

podle Fibicha (1908)